# Estado Barinas
Barinas es uno de los veintitrés estados que, junto con el Distrito Capital y las Dependencias Federales, forman la República Bolivariana de Venezuela. Su capital es la ciudad homónima de Barinas. Forma parte del Suroccidente del país y ocupa gran parte de los llanos occidentales al margen izquierdo del río Apure, al igual que gran parte de la sierra del Piedemonte andino, en el Oriente de la cordillera de Mérida. Político-administrativamente forma parte de la región de los Andes y Los Llanos limita al norte con los estados Cojedes, Portuguesa y Trujillo; al este con el estado Guárico; al sur con el estado Apure y al oeste con los estados Mérida y Táchira. Con 35 200 km² es la octava entidad por extensión, y con un estimado de más de 1.016.125 habitantes —y por tanto una densidad de 38.3 hab./km²— es la decimoprimera por población y la decimoséptima por densidad poblacional; Es un importante centro económico del llano venezolano destacando la industria ganadera y petrolera, donde se ubica la Cuenca petrolífera Barinas-Apure, por sus reservas la tercera más grande a nivel nacional
Durante el Neolítico, los pueblos de la cultura osoide ocuparon Barinas en el 1000 a. C., y construyeron los primeros montículos y calzadas de los Llanos en el 500 d. C. En el Piedemonte al Oeste hay varios petroglifos hechos por arahuacos, tunebos de Colombia o pueblos de Mérida. El capitán Andrés Varela dio inicio a la Conquista de Barinas el 30 de junio de 1577, fundando la ciudad de Barinas como Altamira de Cáceres. El gobernador Juan Pacheco Maldonado la trasladó al sitio de Barinitas en 1628, y el virrey José Solís la trasladó al actual en 1762. La economía de la región fue determinada al principio por un monopolio de tabaco adquirido en el Caribe, y después por el desarrollo de la ganadería extensiva. El rey Carlos III elevó la jurisdicción de Barinas a provincia en 1786, separándola de Maracaibo. Esta provincia fue patriota durante la Guerra de Independencia de 1811. Tras la Guerra Federal, la Constitución de Venezuela de 1864 proclamó estado a la antigua provincia. En la segunda mitad del siglo XIX y la primera del XX, su población fue estable por causa de las Guerras Civiles, la migración interna, y epidemias como las de malaria y derrengadera. En 1950, la población se urbanizó y se disparó por causa de la erradicación de la malaria, la construcción de carreteras, y el impulso de varios sectores económicos.

## Toponimia
Barinas es una palabra achagua o chibcha que significa «viento barinés» (viento recio que proviene de los valles del río Santo Domingo), y también está relacionada con «gran cantidad de agua». La palabra se escribía antiguamente con uve o doble uve, y fue latinizada en el siglo XVII como Variniun o Varinium. En esa época, Barinas producía y exportaba a Europa el tabaco Varinas.: 42-51 
El Diccionario de americanismos define barinés como:

1. m. Ve. Viento fuerte del noroeste que sopla en las llanuras; anuncia la estación de lluvias.
2. m. Ve. Arbusto de pequeño tamaño, espinoso, de flores amarillas. (Fabaceae; Cassia aculeata).

Los indígenas llamaban Barinas a la zona de Altamira de Cáceres. Los españoles conocían como Barinas a Altamira y el río Santo Domingo desde inicios de su Conquista, en 1577. El gobernador Juan Pacheco Maldonado trasladó la ciudad en 1628, con el nombre de Nueva Trujillo de Barinas; y el virrey José Solís lo volvió a hacer en 1762, con el nombre de Barinas. El sitio de Nueva Trujillo se llama hoy Barinitas. En 1786, el rey Carlos III elevó la jurisdicción de la ciudad a provincia, también conocida como comandancia general. Al final de la Guerra Federal de 1859, los federales cambiaron el nombre de la antigua provincia a Estado Zamora, en memoria del general Ezequiel Zamora, quien ganó la Batalla de Santa Inés. El Congreso de Venezuela cambió la denominación de estado a sección en 1881, pero la revirtió en 1899. El estado volvió a adoptar el nombre de Barinas en 1937.

## Historia

### Prehistoria

Extensión de la cultura osoide de 1000 a. C. a 1550 d. C. En 500, los osoides construyeron los primeros montículos y calzadas de los Llanos.

Los primeros habitantes conocidos de Barinas fueron los pueblos de la cultura osoide. Los osoides habitaban las elevaciones medias de los Llanos y eran pescadores, cazadores y agricultores de maíz. Sus primeras evidencias arqueológicas están en la fase Caño del Oso del 1000 a. C., probablemente originaria de una red comercial relacionada con los arahuacos en los ríos Negro, Orinoco y Apure. Entre 180 a. C. y 550 d. C., los osoides se expandieron al Norte e interactuaron con los tocuyanoides de Lara. En 500, la interacción con grupos del Orinoco dio origen a la fase La Betania, en la cual se aceleró la producción agrícola a causa de la introducción de la yuca y el maíz pollo. En esa época, los osoides construyeron los primeros montículos y calzadas de los Llanos. En 600, probablemente se conformaron sociedades cacicales en pueblos como Gaván. Entre 1200 y 1550, los osoides se expandieron por el territorio de Portuguesa mientras aumentaba la diversidad étnica en la región, con la llegada de pueblos tierroides de Lara, dabajuroides de Falcón y arauquinoides de Apure.: 96-105 : 254-261
En la prehistoria, el Piedemonte al Oeste era una zona de intercambio entre los pueblos de los Llanos y los Andes. En la región hay varios petroglifos hechos por arahuacos, tunebos de Colombia o pueblos de Mérida.: 106-109 : 247, 248

### Conquista

El 30 de junio de 1577, el capitán Andrés Varela fundó la ciudad de Barinas como Altamira de Cáceres, bajo jurisdicción de la Provincia de La Grita, Imperio español. El gobernador Juan Pacheco Maldonado trasladó la ciudad al sitio de Barinitas en 1628, y el virrey José Solís la trasladó al actual en 1762. Así se dio paso a la Conquista de Barinas.

El 30 de junio de 1577, el capitán Andrés Varela fundó la ciudad de Barinas como Altamira de Cáceres, bajo jurisdicción de la Provincia de La Grita, Imperio español. Ubicada en el Piedemonte al Noroeste, Altamira fue diseñada como una colonia móvil, orientada a los Llanos, donde la agricultura y la ganadería es más rentable. En 1621, tenía dieciséis blancos y 250 indígenas sometidos a ocho encomiendas. En 1606, construyó un monopolio de tabaco de alta calidad a raíz de la prohibición española de su cultivo en las Indias Occidentales y el Norte de Venezuela. El producto se exportaba hacia Europa a través del remoto puerto de Gibraltar, el cual fue destruido cuatro veces antes de 1647, cuando el capitán Miguel de Ochogavia descubrió el río Apure. Los comerciantes también usaban rutas ilegales, como las de los puertos de Moporo, Tomoporo y La Guaira; y los ríos Santo Domingo, Apure y Orinoco.: 56, 57 
Los curas agustinos evangelizaron a los indígenas jirajaras del Piedemonte, quienes se rebelaron en 1600. Hacia los Llanos, Pedraza fue fundada en 1591, Curay (Barinitas) en 1619, Sabaneta en 1661, Santa Bárbara en 1710, y Ciudad de Nutrias en 1774. En vista de que muchos altamiranos se mudaban a Curay para fundar hatos, el gobernador Juan Pacheco Maldonado decretó en 1628 el traslado de Altamira a ese lugar, con el nombre de Nueva Trujillo de Barinas. En 1633, el padre Antonio Celi inauguró la primera escuela de Barinas, en la iglesia de San Eleuterio (San Pedro). A principios del siglo XVIII, el desarrollo de la ganadería extensiva y el colapso del precio del tabaco, causaron la mudanza de más de 1500 barineses a lugares como Obispos y el Troncón, llano adentro. El Troncón se erigió como San Antonio de los Cerritos (viceparroquia de Obispos), y el virrey José Solís trasladó Barinas a ese lugar en 1759, con confirmación por real cédula en 1762.Ese año, escribió al respecto el escribano del cabildo, José Castañeda:

Esta nueva ciudad se halla muy mejorada respecto a la anterior, la cual aún en su mayor crecimiento nunca estuvo tan presentada y poblada como la presente, que está en sus principios; pues aquí se ven casas de tejas, capaces, frescas y de valor considerable, nuevamente construidas y hay materiales preparados para otras semejantes, brindado la presente situación tantas comodidades que de varias partes vienen a vecindarse en ella.

### Provincia
El rey Carlos III elevó la jurisdicción de Barinas a provincia en 1786, separándola de Maracaibo. En 1787, Barinas tenía 40 991 habitantes: 34 % morenos, 33 % blancos, 26 % indígenas, y 5 % esclavos. 75 % de los indígenas vivían en reducciones religiosas, las cuales eran capuchinas, dominicas y de la propia iglesia. El gobernador Fernando Miyares diversificó la agricultura aparte del tabaco, y fundó la primera cárcel, el primer hospital, y la ciudad de San Fernando de Apure. Se consolidó la exportación de ganado y productos agrícolas, los cuales se destinaban a Europa a través de los ríos Apure, Orinoco y otros.
La población de Barinas ascendió a 70 446 en 1810. Ese año, Barinas constituyó una junta en apoyo a la Junta Suprema de Caracas. La Junta de Barinas se disolvió al empezar la Guerra de Independencia, nombrando comandante militar a Pedro Briceño Pumar, y gobernador a Manuel Antonio Pulido. Bajo el mando de ellos se formaron próceres como José Antonio Páez, quien ganó la Batalla de Las Queseras del Medio en 1819. El Congreso de Colombia separó Apure de Barinas en 1823, y el siguiente año los federó en el Departamento de Apure, anexando a Barinas (donde estaba su capital) los cantones de Guanare, Araure y Ospino. La provincia de Guayana se anexó al departamento en 1826. La primera imprenta de Barinas se inauguró en 1826 o 1827. El Congreso de Venezuela eliminó el Departamento de Apure en 1830, y creó la provincia de Portuguesa en 1851, separando de Barinas los cantones de Guanare, Araure, Ospino y Guanarito.

### Estado
Durante la Guerra Federal, los federales de Ezequiel Zamora tomaron la provincia de Barinas tras la Batalla de Santa Inés de 1859, y los de Pedro Manuel Rojas la proclamaron estado en 1862, ratificado por el Congreso de Venezuela en 1864. Portuguesa se anexó a Barinas en 1866, y el Congreso los federó en el Gran Estado Sur de Occidente en 1881, junto a Cojedes. En 1899, el Congreso restableció la organización territorial de 1864. El siguiente año, anexó a Barinas, Portuguesa y Cojedes; y separó el distrito Pedraza de Barinas, y el Falcón de Cojedes. En 1909, volvió a restablecer la organización territorial de 1864.
En la segunda mitad del siglo XIX y la primera del XX, la población de Barinas fue estable por causa de las Guerras Civiles, la migración interna, y epidemias como las de malaria y derrengadera. La población era de 59 449 en 1873, y de 79 944 en 1950. Se urbanizó y ascendió a 139 271 en 1961, por causa de la erradicación de la malaria, la construcción de carreteras, y el impulso de varios sectores económicos. Barinas producía el 30 % de la madera de Venezuela en 1943. La producción de ganado se disparó en 1956: se produjeron 12 077 bovinos beneficiados ese año, y 24 077 en 1960. La población ascendió a 424 941 en 1990.

## Gobierno y política
Barinas es un estado de Venezuela, la cual es una república federal presidencialista en proceso de centralización de facto.  Con capital en la ciudad de Barinas, el territorio del estado está organizado en doce municipios. Su jefe de Gobierno es el gobernador Adán Chávez, y su órgano legislativo es el Consejo Legislativo, presidido por Desiree Contreras. La secretaria general de gobierno es Mayerlín Graterol. El estado tiene una procuraduría y una contraloría autónomas. Tiene sedes de los poderes electoral, moral y judicial, el cual cuenta con setenta oficinas. Tiene una constitución sancionada en 2004, la cual puede ser enmendada o reformada por iniciativa del gobernador, de dos tercios de los concejales, o de más del 10 % de la población electoral. La reforma requiere también la aprobación de dos tercios de los concejales municipales. La Constitución dice:: 37, 53-55

ARTICULO 34. La iniciativa para la formación de las leyes corresponde:
1. A los Legisladores o Legisladoras del Consejo Legislativo, en número no menor de dos (2).
2. A las Comisiones Permanentes.
3. Al Gobernador o Gobernadora del Estado.
4. A los Concejos Municipales, en las materias relativas a ellos.
5. A un número no menor del uno (1) por mil (1000) de los electores y electoras inscritos en el Registro Electoral permanente en el Estado,
que reúnan los requisitos establecidos en la Ley Electoral respectiva.
ARTICULO 35. Cuando se legisle en materias relativas a los municipios, los mismos serán consultados por el Consejo Legislativo a través de los mecanismos que establezca la Ley.

### Poder ejecutivo
El gobernador es el jefe de Gobierno de Barinas. Actúa de acuerdo con un plan de gobierno notariado, y rinde cuentas a la Contraloría los primeros sesenta días de cada año. Sus órganos auxiliares son la Secretaría General de Gobierno y las secretarías ejecutivas. El artículo 65 de la Constitución del estado dice:: 41, 43-45

Son atribuciones y deberes del Gobernador o Gobernadora del Estado, además de las consagradas en la Constitución de la República Bolivariana de Venezuela, y en la Ley de Administración del Estado, las siguientes:
1. Presidir el Consejo de Planificación y Coordinación de Políticas Públicas.
2. Asistir al Consejo Federal de Gobierno.
3. Presentar ante el Consejo Legislativo del Estado, el Plan Estratégico de Desarrollo Regional, dentro del Tercer Trimestre del Primer Año de cada período constitucional.
4. Adoptar todas las medidas y acciones conducentes a garantizar el cumplimiento del principio de continuidad administrativa consagrado en esta Constitución.
5. Asumir e impulsar el proceso de descentralización de competencias del Poder Central al Poder Público Estadal.
6. Consultar obligatoriamente a la Procuraduría General del Estado y a la Contraloría del Estado sobre la procedencia o no de los contratos de interés público de la entidad.
7. Elaborar y promocionar un plan de estímulos a fin de atraer inversiones del sector privado en nuestro Estado.
8. El Gobernador o Gobernadora dará cumplimiento a las decisiones del Consejo Estadal de Planificación y Coordinación de Políticas Públicas.

El gobernador toma posesión cinco días después de su proclamación, tras juramentarse. De no hacerlo, el presidente del Consejo Legislativo gobierna interinamente. Si el gobernador comete una falta absoluta en la primera mitad de su mandato, la secretaría general designa un gobierno interino y se convocan elecciones. Si el gobernador comete la falta en la segunda mitad de su mandato, el presidente del Consejo Legislativo toma su cargo. El secretario general gobierna interinamente si el Tribunal Supremo de Justicia enjuicia al gobernador, y este regresa al cargo si es absuelto. Sus faltas absolutas son:: 41-43

1º La muerte.
2º La renuncia o separación presentada por escrito al Consejo Legislativo.
3º La interdicción o inhabilitación declaradas por un Tribunal competente.
4º El abandono del cargo declarado expresamente por el Consejo Legislativo, en los términos del artículo anterior.

El gobernador no puede salir de Venezuela durante más de cinco días sin autorización del Consejo Legislativo. El gobernador comete una falta temporal si sale de la capital durante más de cinco días. En ese caso, sus funciones son asumidas por el secretario general. La falta temporal se vuelve absoluta cuando dura más de treinta días, máximo noventa.: 43
El gobernador de Barinas es Sergio Garrido, su secretario general es Julio César Reyes, y sus secretarios ejecutivos son: José Colina en educación, Carlos Carrillo en planificación, Simón Archila en administración, Arelis Hernández en despacho, Roso Caballero en seguridad ciudadana, Jonathan Zambrano en recursos humanos, Diego Mujica en desarrollo agropecuario, Laura Gutiérrez en desarrollo social, Pedro Castillo en infraestructura, Omar Omaña en turismo, y Jorge Maldonado en salud.

### Poder legislativo
El Consejo Legislativo es el órgano legislativo de Barinas. Su sede es el edificio Manuel Palacio Fajardo. La Constitución del estado dice:: 34, 35

ARTÍCULO 29. Corresponde al Consejo Legislativo del Estado, ejercer, además de las atribuciones que le señala la Constitución de la República Bolivariana de Venezuela y la Ley, entre otras, las siguientes:
1. Adoptar y ejecutar iniciativas dirigidas a que no se haga nugatoria la consulta a que se refiere el Artículo 206 de la Constitución de la República Bolivariana de Venezuela.
2. Coadyuvar con el Ejecutivo Estatal en el proceso de solicitud de transferencias de competencias para el Estado, de conformidad con el Artículo 136 de la Constitución de la República Bolivariana de Venezuela en concordancia con los Artículos 157 y 158 eiusdem.
3. Cursar invitación a funcionarios o funcionarias de Organismos Públicos Nacionales establecidos en el territorio del Estado para tratar asuntos de su competencia respecto de los cuales haya surgido alguna controversia.
4. Interpelar a las autoridades de los Órganos Públicos Municipales del Estado por ejecutorias que hayan emanado de los mismos y que afecten a la población, a los servicios públicos y/o bienes.
5. Acordar honores a venezolanos, venezolanas y extranjeros que hayan prestado servicios meritorios al Estado, siempre y cuando reúnan los requisitos establecidos en la Ley.
6. Recibir, evaluar y calificar el informe de gestión que le presente el Contralor o Contralora del Estado, conforme establece la Ley.
7. Ejercer la iniciativa legislativa ante la Asamblea Nacional cuando se trate de materias relativas al Estado y en especial a la transferencia de competencias del Poder Central al Poder Estadal.
8. Designar al Asistente del Secretario o Secretaria de la Cámara.
9. Legislar para garantizar el ejercicio de las competencias propias del Estado.
10. Sancionar las leyes en materia de competencias concurrentes conferidas a través de leyes nacionales.
11. Las demás que le correspondan por ley.
ARTÍCULO 30. A los fines de cumplir cabalmente con las funciones de control, seguimiento y evaluación consagradas en la Ley Orgánica de los Consejos Legislativos de los Estados y demás instrumentos jurídicos, el Consejo Legislativo del Estado podrá solicitar información y hacer comparecer funcionarios o funcionarias de cualquiera de las Entidades y Organismos de la Administración Pública Estadal, centralizada o descentralizada, para facilitar el cumplimiento de las referidas funciones de conformidad con la ley.

La presidenta del Consejo Legislativo es Desiree Contreras, la vicepresidenta es Amalia Pereira, y la secretaria es Mayerlin Graterol. El consejo está compuesto por siete concejales: por la Plataforma Unitaria, César Cadenas y los suplentes de Sergio Garrido y Pedro Castillo; por el Gran Polo Patriótico, Josefa Santana, Keissy Gómez y Jesús Graterol; y Norelys Ramírez por la extinta Alianza Democrática.
| Presidente     | Presidente     | Desiree Contreras |
| Vicepresidente | Vicepresidente | Amalia Pereira    |
| Secretario     | Secretario     | Mayerlin Graterol |

| Alianza                                | Alianza | Concejales                                                        |
| -------------------------------------- | ------- | ----------------------------------------------------------------- |
| Plataforma Unitaria (3)                |         | César Cadenas y los suplentes de Sergio Garrido y Pedro Castillo. |
| Gran Polo Patriótico Simón Bolívar (3) |         | Josefa Santana, Keissy Gómez y Jesús Graterol.                    |
| Extinta Alianza Democrática (1)        |         | Norelys Ramírez                                                   |

### Poder judicial

Distritos judiciales municipales de Barinas y sus tribunales.

El Tribunal Supremo de Justicia tiene una circunscripción en Barinas con setenta oficinas:
- Nueve oficinas superiores: cuatro juzgados superiores, tres tribunales superiores, y dos cortes de apelaciones.
- 45 tribunales de primera instancia: diez tribunales de protección de la Lopna, ocho juzgados civiles, siete tribunales laborales, y cuatro juzgados de violencia contra la mujer.
  - Dieciséis juzgados penales: ocho de control, cinco de juicio, y tres de ejecución; cuatro de la Lopna entre ellos.

- Dieciséis tribunales de municipio: tres de Obispos, Cruz Paredes y Alberto Arvelo Torrealba; tres de Barinas; tres de Sosa y Rojas; dos de Bolívar; dos de Ezequiel Zamora y Andrés Eloy Blanco; dos de Pedraza; y uno de Antonio José de Sucre.

### Otros órganos
Barinas tiene una contraloría autónoma a la cual se adjudica menos del 3 % del presupuesto de gobierno.: 48, 49 También tiene una procuraduría designada por el gobernador y el Consejo Legislativo.: 49, 50 El contralor es Jesús Enrique Carreño, y el procurador es Fernando Monsalve. El Consejo Nacional Electoral tiene una oficina regional en Barinas, dirigida por Denyssis Pérez. El Ministerio público tiene una fiscalía superior dirigida por José Alciviades Monserratia. La Defensoría del Pueblo tiene una delegación en el edificio Marielisa, dirigida por Jesús Pérez. También tienen sedes los ministerios de Petróleo, de Educación, de Ecosocialismo, de Transporte,  de Salud,de Comercio y de Trabajo.

### Organización territorial
Con capital en la ciudad de Barinas, el territorio del Estado Barinas está organizado en doce municipios: Alberto Arvelo Torrealba, con capital en Sabaneta; Antonio José de Sucre, con capital en Socopó; Arismendi, con capital en Arismendi; Barinas, con capital en Barinas; Bolívar, con capital en Barinitas; Cruz Paredes, con capital en Barrancas; Ezequiel Zamora, con capital en Santa Bárbara; Obispos, con capital en Obispos; Pedraza, con capital en Ciudad Bolivia; Rojas, con capital en Libertad; Sosa, con capital en Ciudad de Nutrias; y Andrés Eloy Blanco, con capital en El Cantón. Los municipios son creados por el Consejo Legislativo, tienen más de 10 000 habitantes, y las zonas urbanas de su capitales tienen más de 2500.: 47, 48 Los municipios se organizan en parroquias.
| Arismendi A. E. Blanco Sucre Barinas Bolívar C. P. Zamora Obispos Pedraza Rojas Sosa Torrealba Páez |

### Elecciones
Barinas ha sido bastión electoral de la socialdemócrata Acción Democrática y del chavista Polo Patriótico. Durante el Trienio Adeco y el Puntofijismo, la mayoría de los barineses votó a Acción Democrática en casi todas las elecciones nacionales, excepto la de 1968, en la cual prefirió al demócrata cristiano Copei de Rafael Caldera. Desde que se inauguró la Revolución bolivariana de 1998, la mayoría ha votado al chavista Polo Patriótico en todas las elecciones presidenciales. También lo ha preferido en casi todas las legislativas nacionales, excepto las de 1998 y 2015, en las cuales optó por Acción Democrática y la antichavista Mesa de la Unidad Democrática, respectivamente.
| Año  | Candidato favorito (%)       | Alianza         | Alianza |
| ---- | ---------------------------- | --------------- | ------- |
| 1998 | Hugo Chávez (64,81)          | Polo Patriótico |         |
| 2000 | Hugo Chávez (62,62) -2.19    | Polo Patriótico |         |
| 2006 | Hugo Chávez (68,95) +6,33    | Polo Patriótico |         |
| 2012 | Hugo Chávez (59,23) -9,72    | Polo Patriótico |         |
| 2013 | Nicolás Maduro (52,28)       | Polo Patriótico |         |
| 2018 | Nicolás Maduro (59,66) +7,38 | Polo Patriótico |         |

| Año  | Alianza favorita (%)                        | Alianza favorita (%) |
| ---- | ------------------------------------------- | -------------------- |
| 1998 | Acción Democrática (37,91)                  |                      |
| 2000 | Polo Patriótico (56,87) +19,7               |                      |
| 2005 | Polo Patriótico[cita requerida]             |                      |
| 2010 | Polo Patriótico (56,35)                     |                      |
| 2015 | Mesa de la Unidad Democrática (55,68) +13,5 |                      |
| 2020 | Polo Patriótico (70,63) +28,04              |                      |

Por Acción Democrática, Rafael Rosales Peña fue electo gobernador de Barinas en 1989 y 1995. Gehard Cartay fue electo por Copei en 1992. El Polo Patriótico hizo electos consecutivamente a tres familiares del expresidente barinés Hugo Chávez: su padre Hugo de los Reyes Chávez en 1998, 2000 y 2004; y sus hermanos Adán Chávez en 2008 y 2012, y Argenis Chávez en 2017. Por la antichavista Plataforma Unitaria, Freddy Superlano recibió mayoría de votos en 2021, pero el Tribunal Supremo de Justicia lo inhabilitó y ordenó repetir elecciones. El siguiente año, la Plataforma hizo electo a Sergio Garrido por trece puntos de diferencia. En su campaña a candidato presidencial de 2023, Superlano usó el eslogan «si Barinas pudo, Venezuela puede».

Resultados de las elecciones de gobernador de 2022 por parroquia:
Sergio Garrido (Plataforma Unitaria)
Jorge Arreaza (Gran Polo Patriótico)

| Año  | Gobernador electo (%)                   | Alianza                            | Alianza |
| ---- | --------------------------------------- | ---------------------------------- | ------- |
| 1989 | Rafael Rosales Peña (51,51)             | Acción Democrática                 |         |
| 1992 | Gehard Cartay (51,94)                   | Copei                              |         |
| 1995 | Rafael Rosales Peña (52,11) +0,6        | Acción Democrática                 |         |
| 1998 | Hugo de los Reyes Chávez (43,56)        | Polo Patriótico                    |         |
| 2000 | Hugo de los Reyes Chávez (52,57) +9,01  | Polo Patriótico                    |         |
| 2004 | Hugo de los Reyes Chávez (76,26) +23,69 | Polo Patriótico                    |         |
| 2008 | Adán Chávez (50,48)                     | Polo Patriótico                    |         |
| 2012 | Adán Chávez (57,89) +7,41               | Polo Patriótico                    |         |
| 2017 | Argenis Chávez (53,11)                  | Polo Patriótico                    |         |
| 2021 | Ninguno                                 | Ninguno                            | Ninguno |
| 2022 | Sergio Garrido (55,34)                  | Plataforma Unitaria                |         |
| 2025 | Adán Chávez                             | Gran Polo Patriótico Simón Bolívar |         |

## Geografía

### Relieve y geología
Los Llanos Occidentales predominan. Estos se extienden desde los esteros de Camaguán, en el extremo oriental, y ascienden en altura hacia el oeste, dividiéndose así en los Llanos Bajos, hasta los 120 m s. n. m., los Medios, hasta los 160 m s. n. m., y los Altos, hasta los 200 m s. n. m.
Esta llanura termina abruptamente por donde pasa la Troncal 5, o sea, en una línea que va desde el pueblo de Las Veguitas hasta el de Punta de Piedras, a partir de la cual comienza la cordillera de Mérida, parte final de la Andina. La parte más baja y menos accidentada de esta parte de la cordillera es la sierra del Piedemonte, en la cual predominan colinas, montañas pequeñas, depresiones y mesas. La parte más alta y accidentada es la de las sierras Nevada, del Tapo-Caparo y de Calderas, teniendo la primera picos cercanos a los 4 000 m s. n. m. dentro de Barinas, y contando la última con gran cantidad de valles. Las mesas de Moromoy, El Curay y Parángula son hitos que separan a las partes altas y bajas. Dos grandes pasos se hallan, ambos al norte: el de los valles y la depresión del río Santo Domingo y el de los valles del río Boconó.
En el Paleozoico se dio la formación de la cordillera de Mérida como una isla. Los sedimentos de esta se acumularon a su oriente y occidente, dando paso a la formación de los Llanos, alrededor del Mesozoico.
Las formaciones geológicas más importantes del estado son la de Palmarito, la de Caparo, con pizarras fosilíferas, y la de Sabaneta, de areniscas.

### Hidrografía y clima
Barinas se caracteriza por tener abundantes ríos, tantos que su capital es considerada «capital de los ríos de Venezuela». Todos sus ríos nacen en el Oriente de la cordillera de Mérida y desembocan en el margen izquierdo del río Apure, teniendo, en su mayoría, breves cursos altos y medios e inundando los Llanos Bajos en los periodos de lluvia. Los afluentes del río Apure en Barinas son los ríos Portuguesa, Masparro, Santo Domingo, Caparo, Canaguá y Uribante, todos navegables. Algunos ríos que fluyen por el Piedemonte dan lugar a depresiones a su alrededor. También hay tres embalses en el estado: los de los ríos Boconó, Masparro y Caparo.

Ríos y embalses
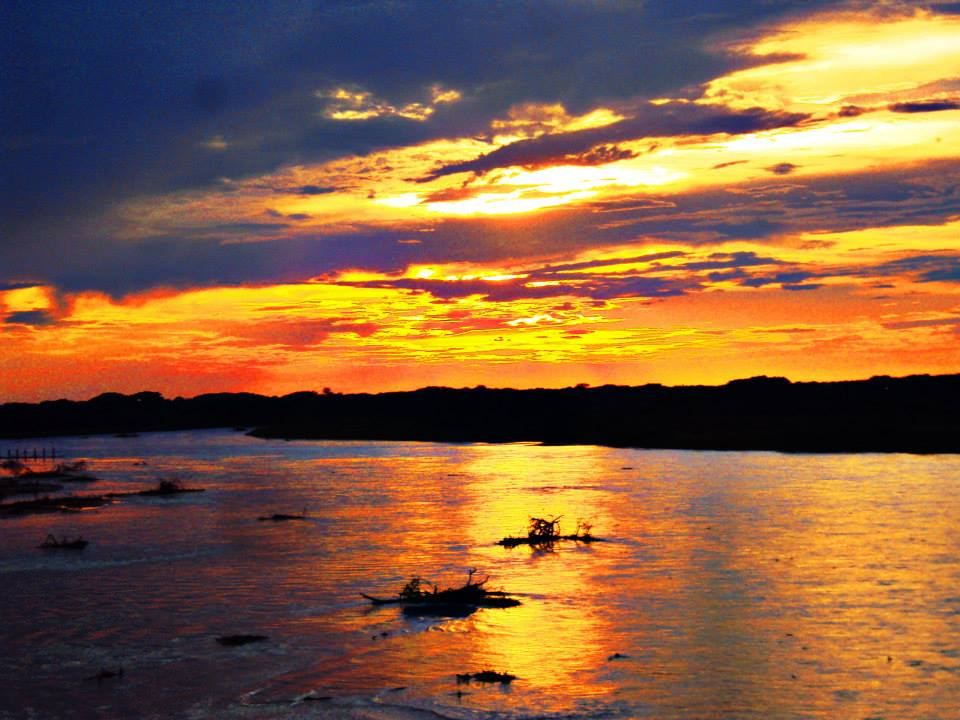
Río Apure
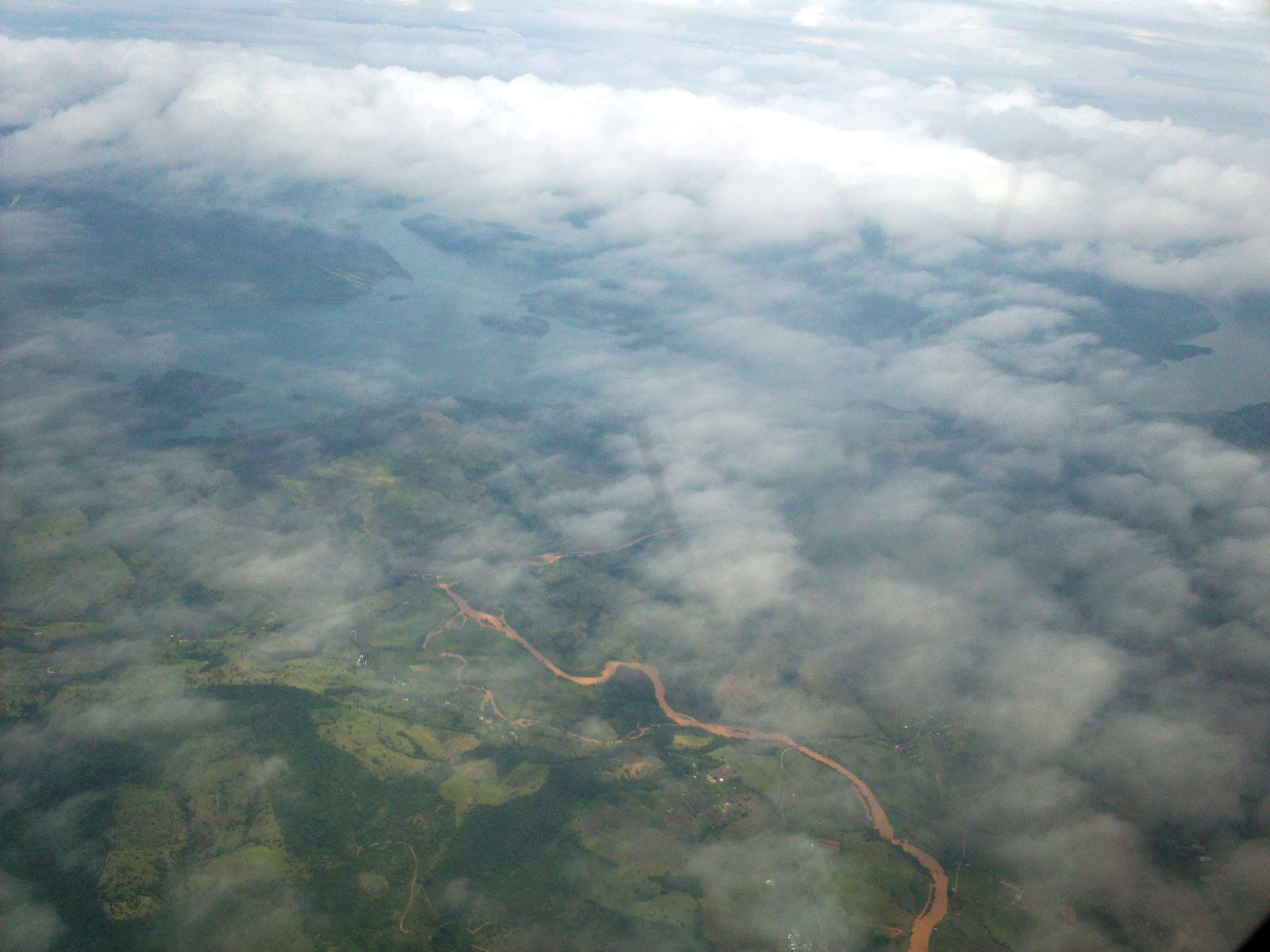
Río Caparo y su embalse
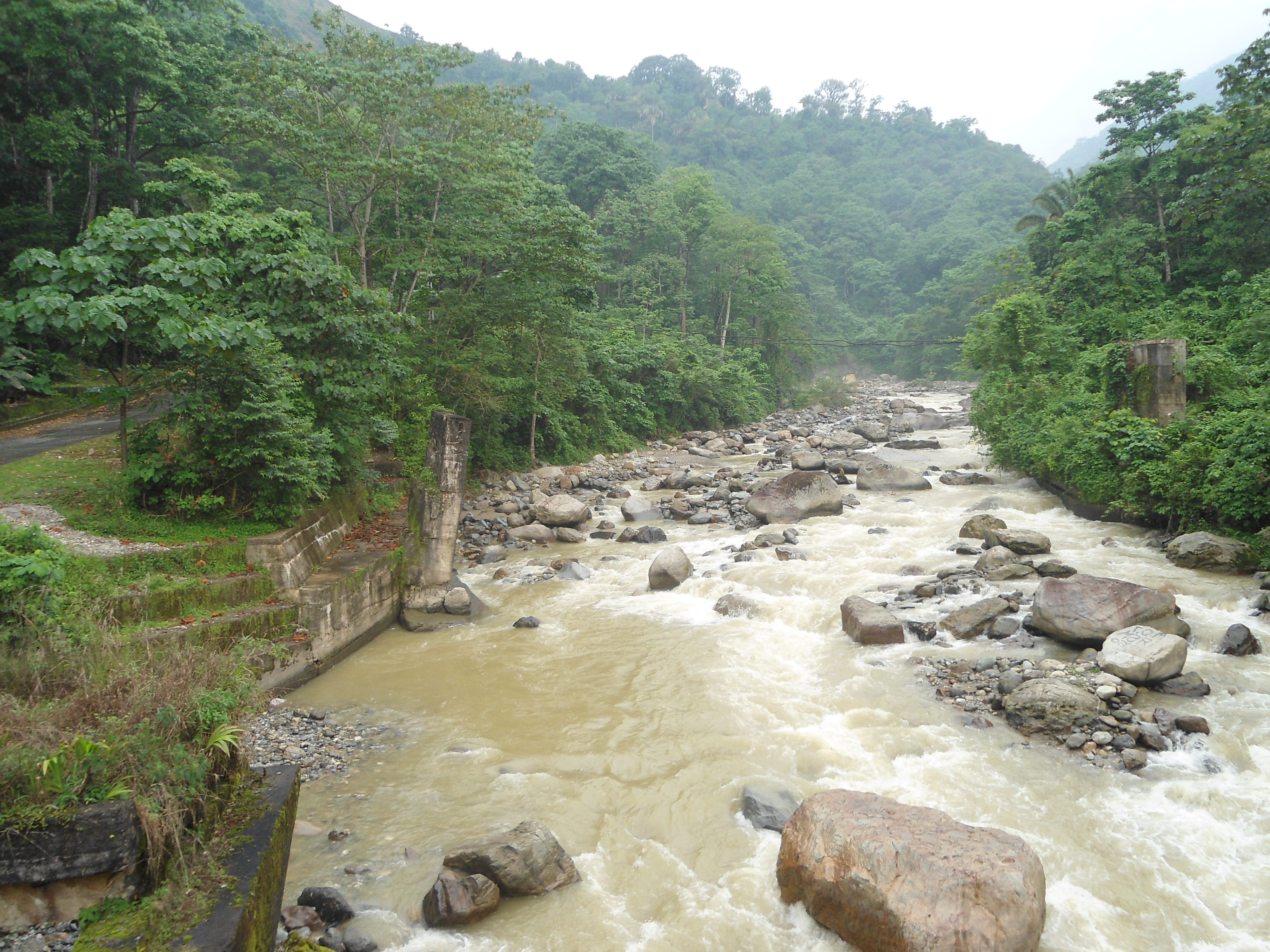
Río Santo Domingo
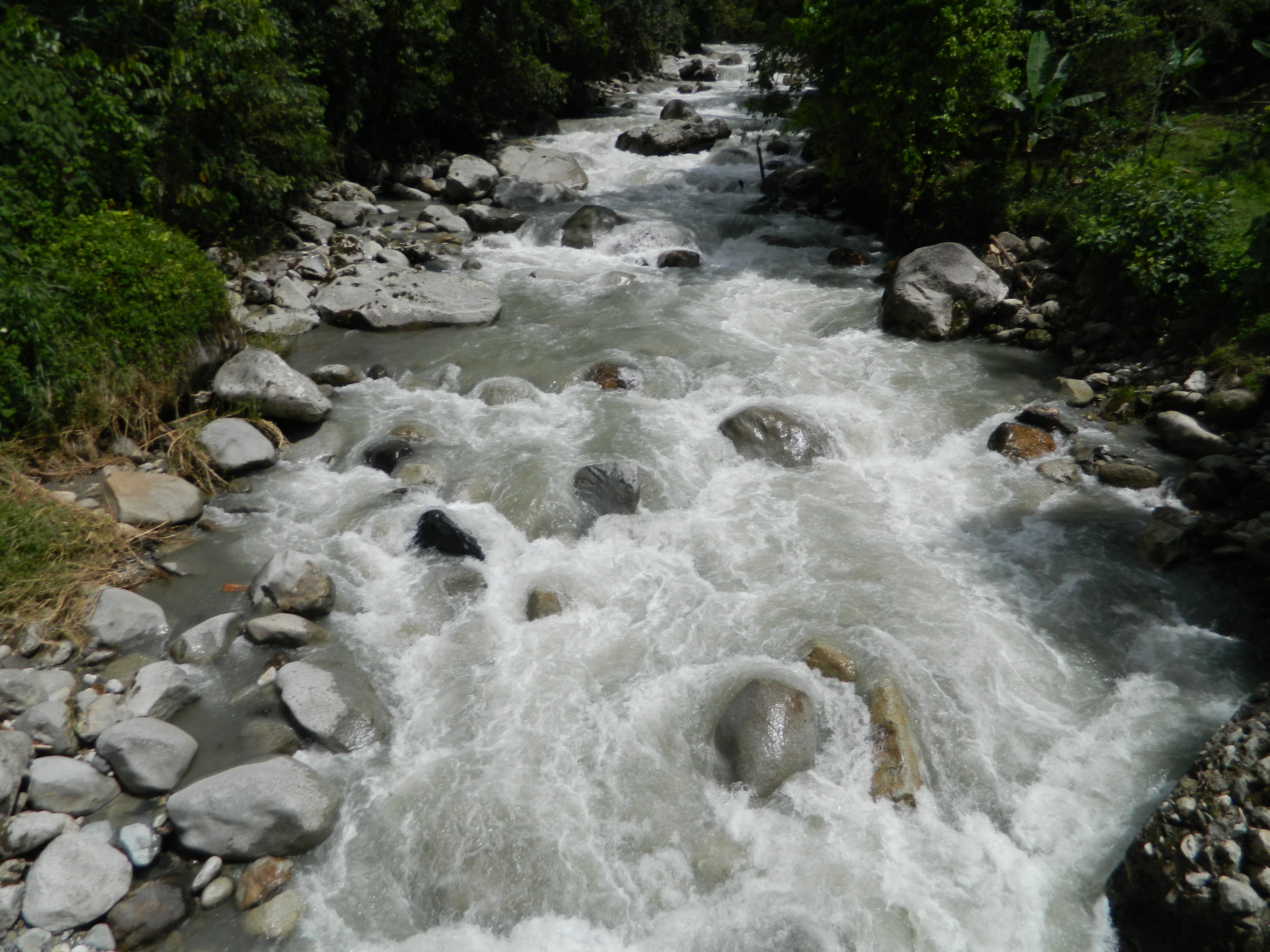
Río Azul
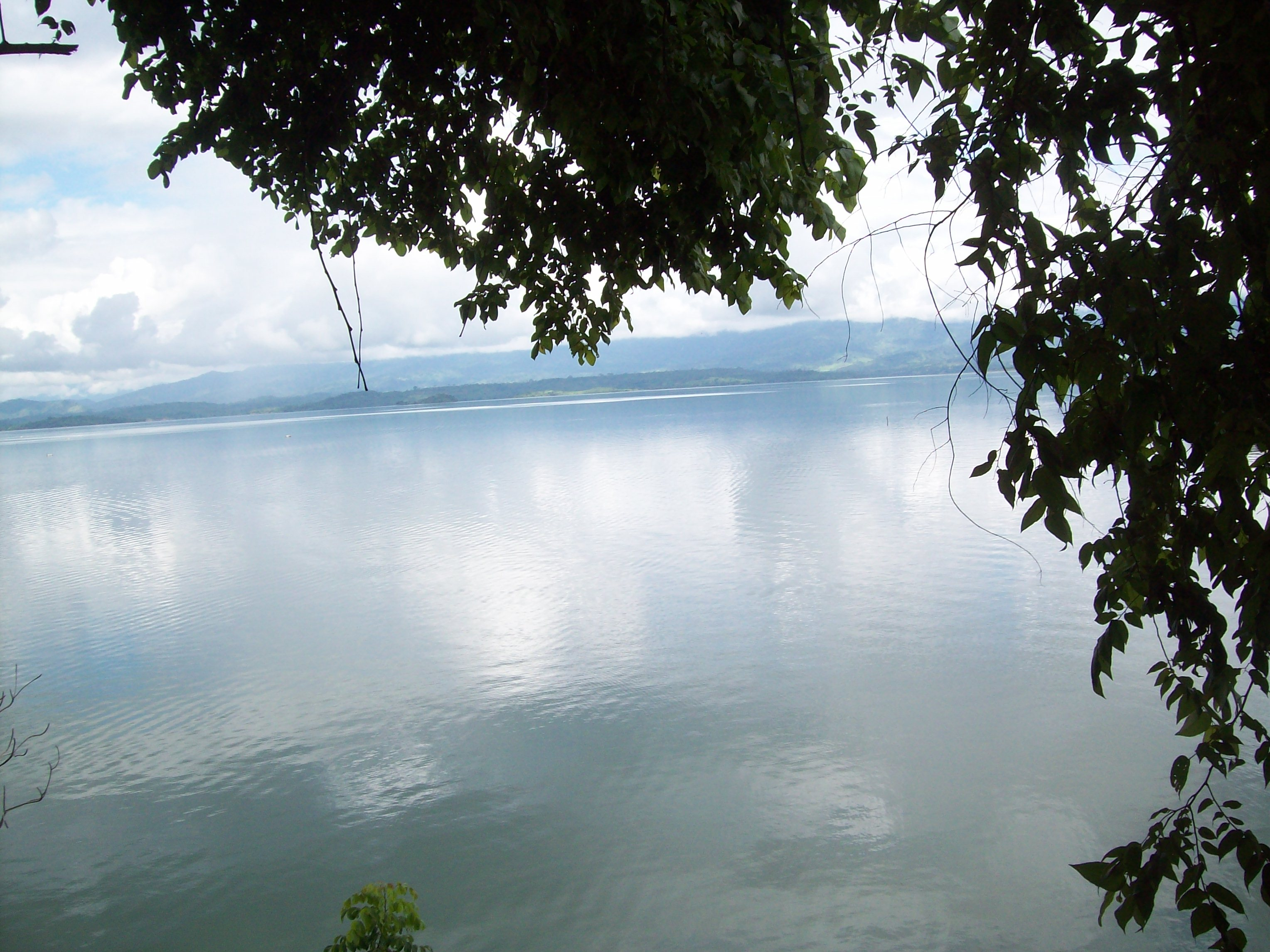
Embalse del río Boconó
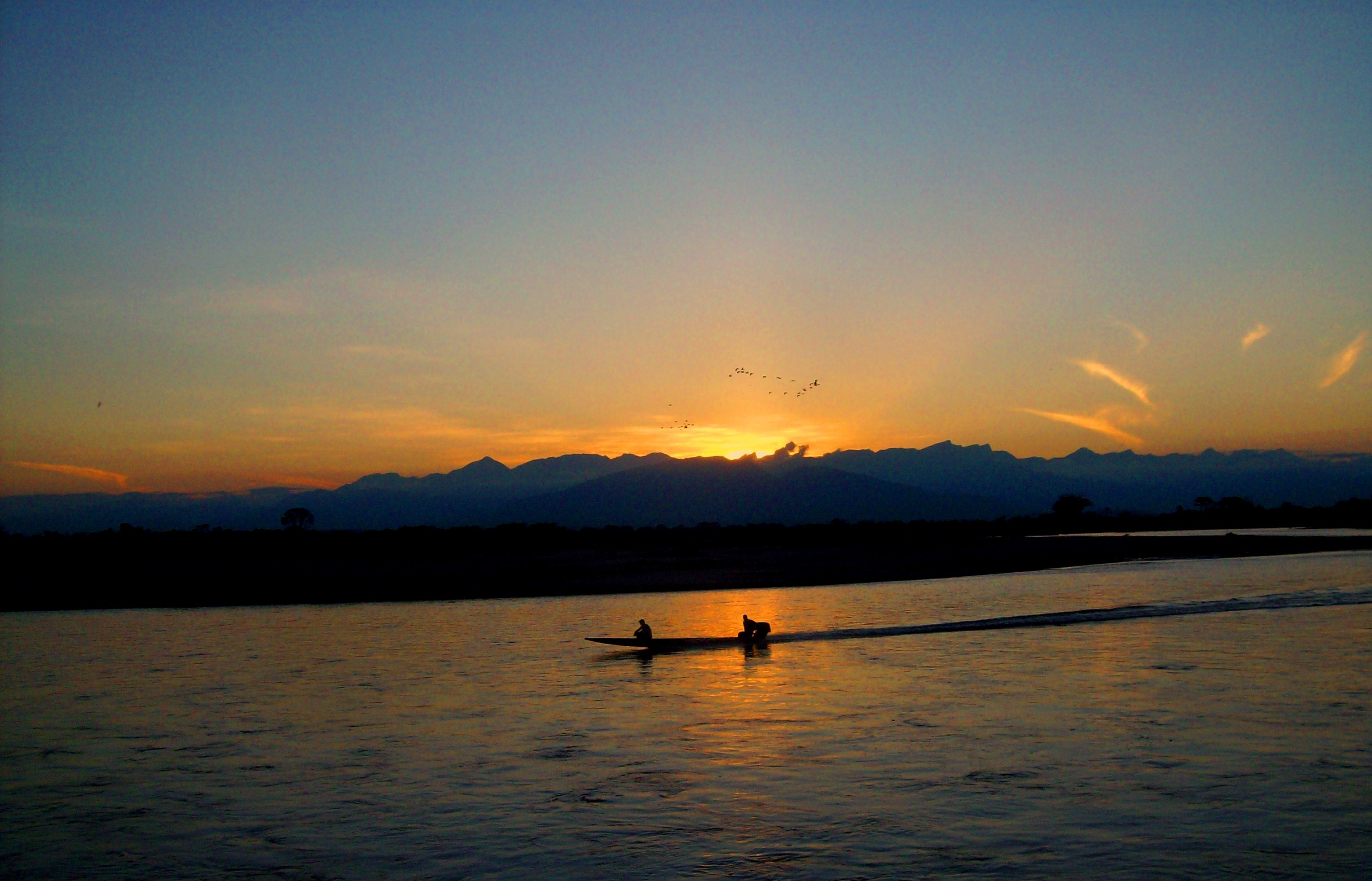
Río Uribante
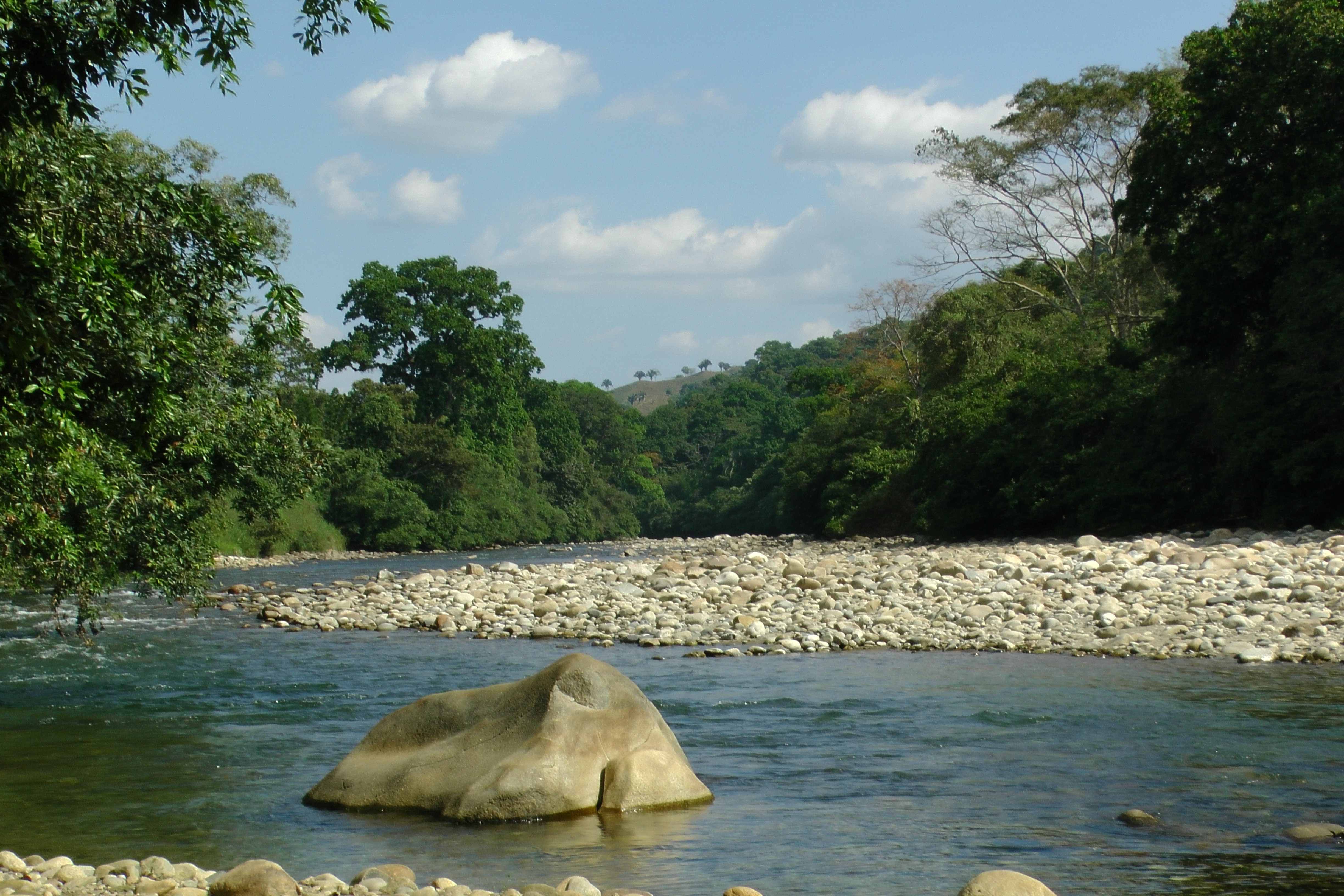
Río Canaguá
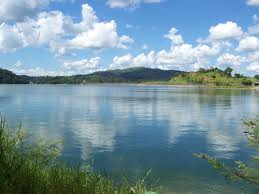
Río Masparro
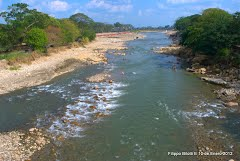
Río Pagüey
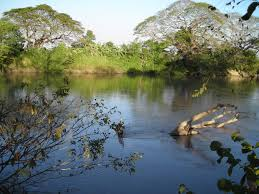
Río Portuguesa

Por estar en la zona intertropical y extenderse más hacia los meridianos que hacia los paralelos, Barinas tiene un clima determinado por la altitud, los vientos y dos estaciones: la seca, de octubre a marzo, y la lluviosa, de abril a septiembre. De estos factores, la altitud es la que modifica las temperaturas más contundentemente. Los vientos fríos que fluyen desde el Oriente de la cordillera de Mérida hasta los Llanos Altos causan el característico fenómeno del viento barinés. Según la clasificación de Köppen, la sierra del Tapo-Caparo y los Llanos tienen un clima de sabana (Aw), el Piedemonte y el Alto Apure, uno monzónico (Am), las sierras Nevada y de Calderas, uno húmedo de montaña (Cfbi), y las partes más altas de estas dos últimas sierras, uno alpino tropical (ETH).

Paisajes bioclimáticos
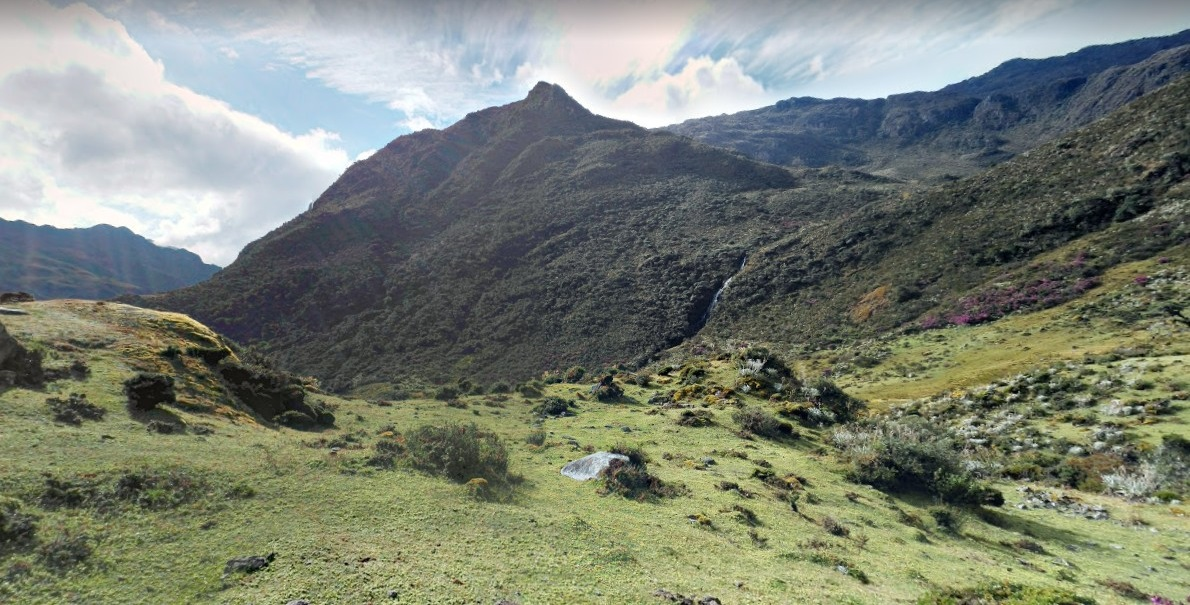
Páramo, sierra Nevada
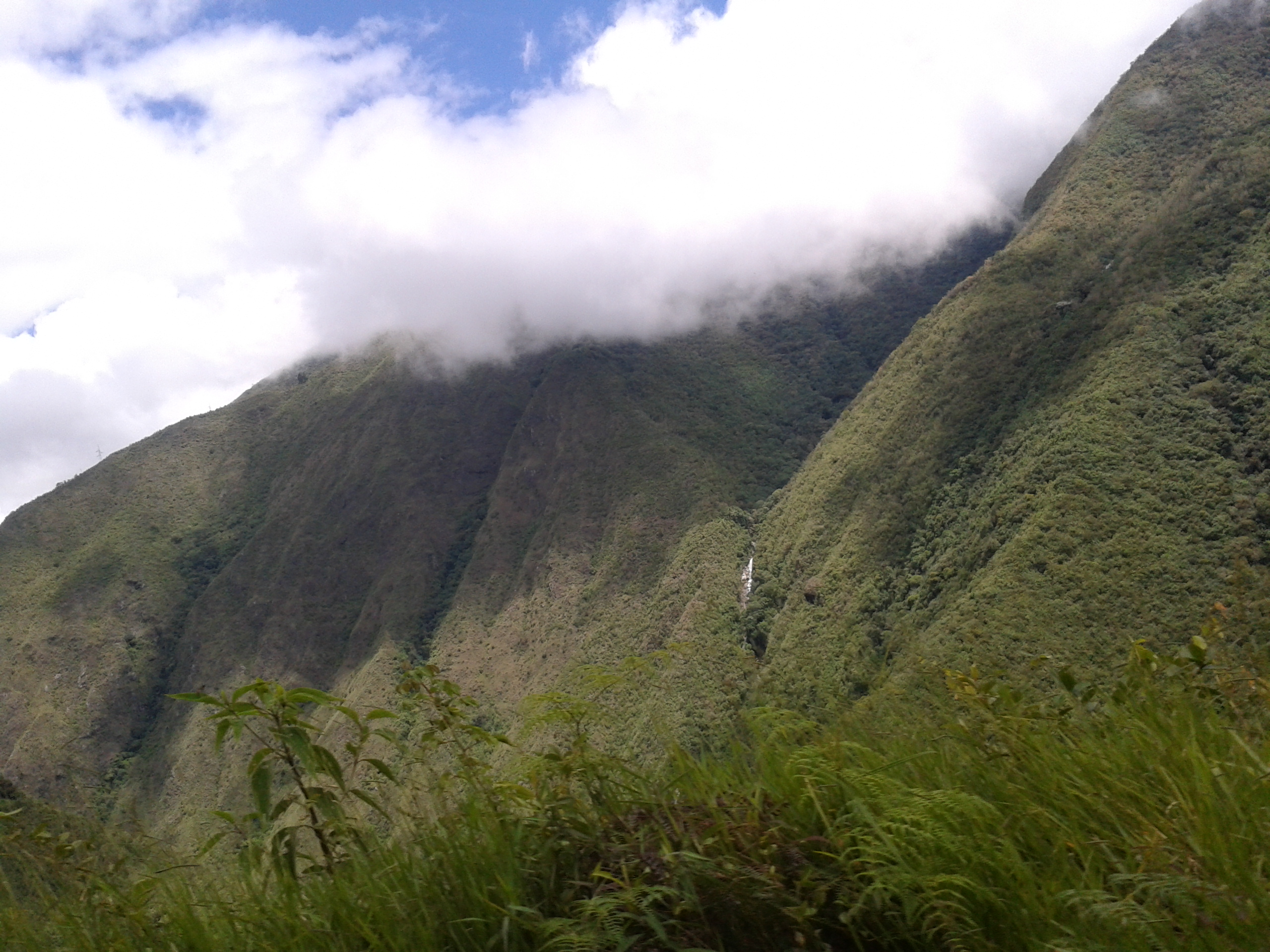
Bosque tropical de montaña, valles del Santo Domingo
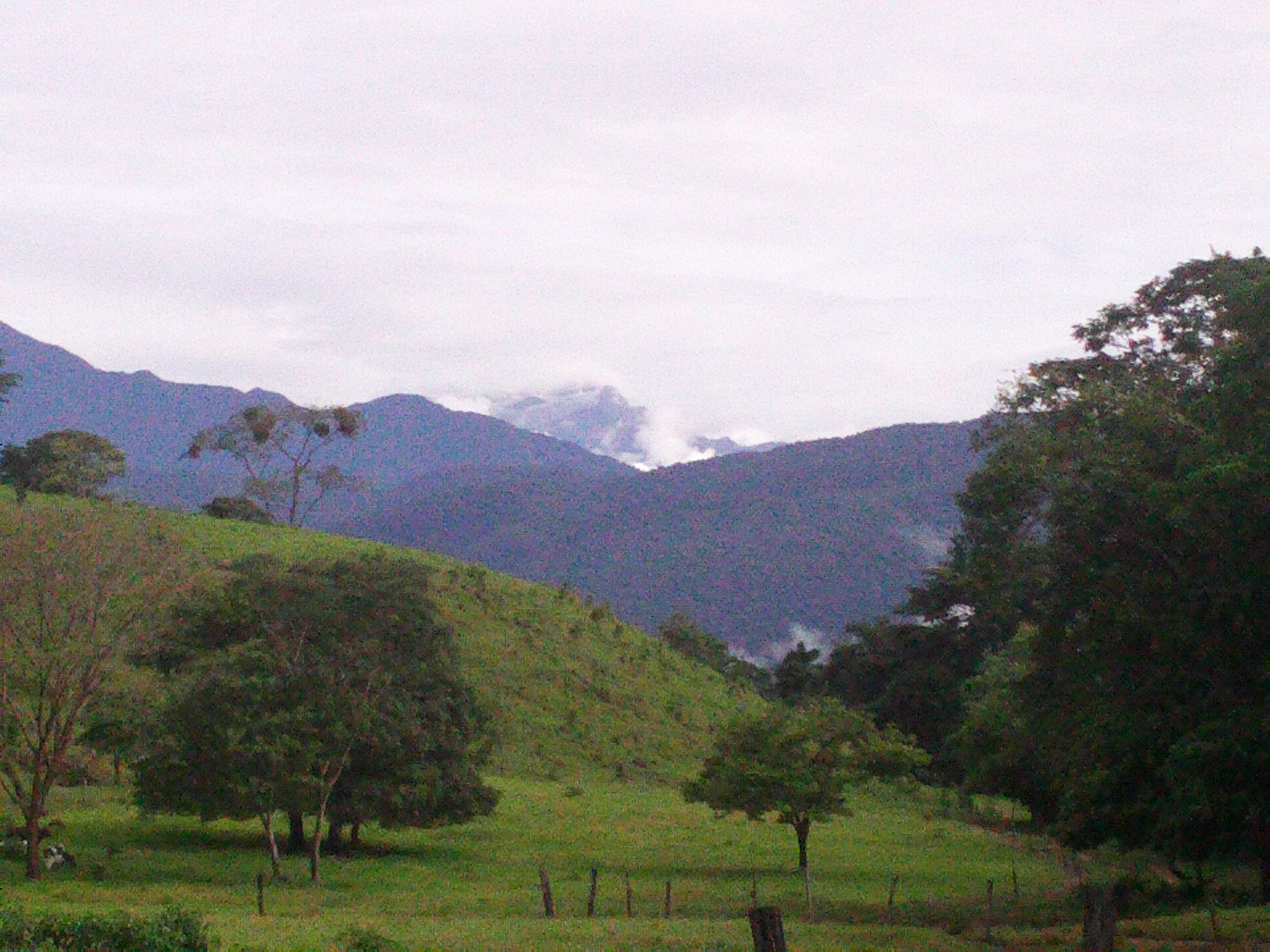
Sabana arbolada, Piedemonte
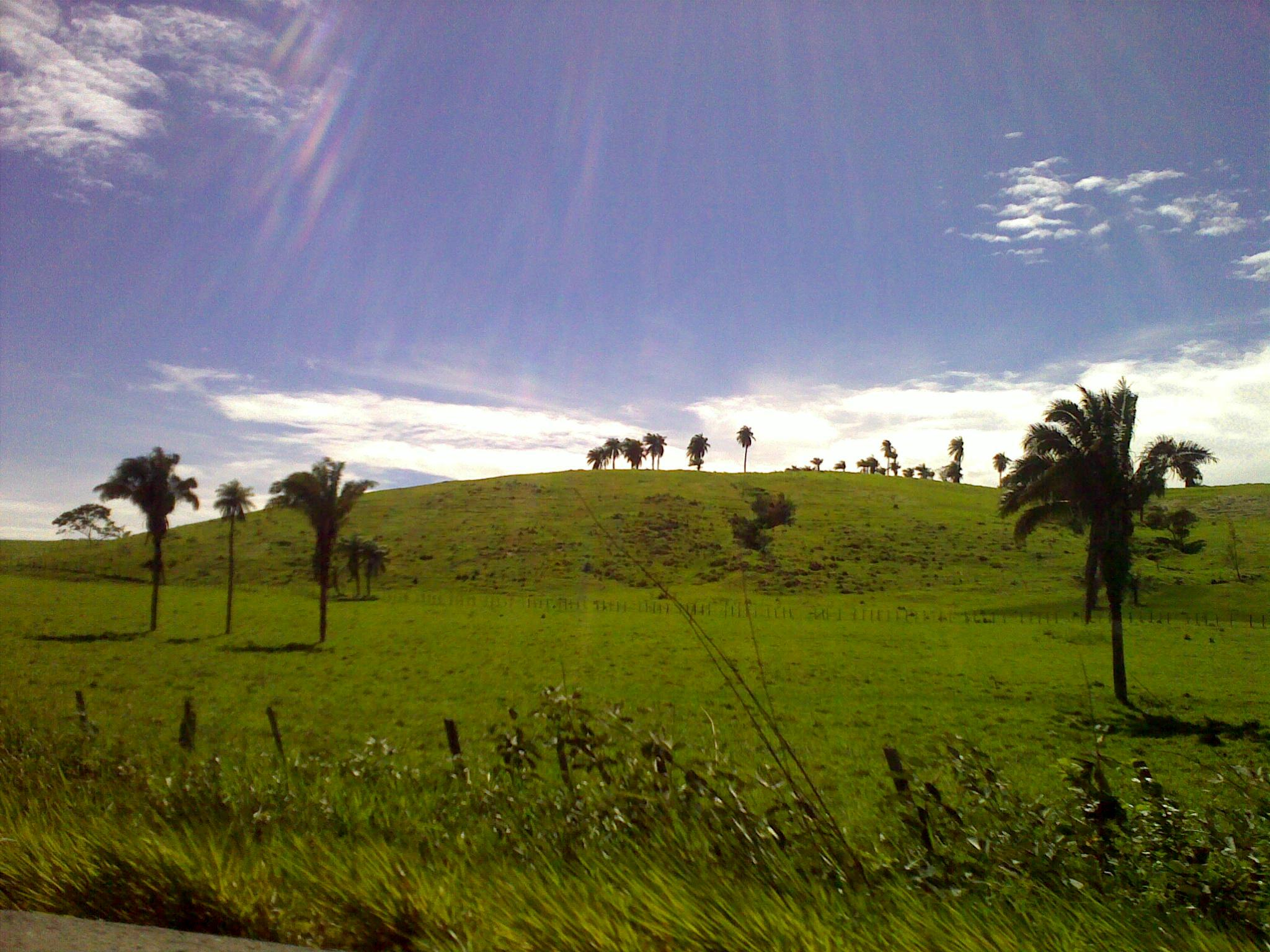
Sabana, Llanos
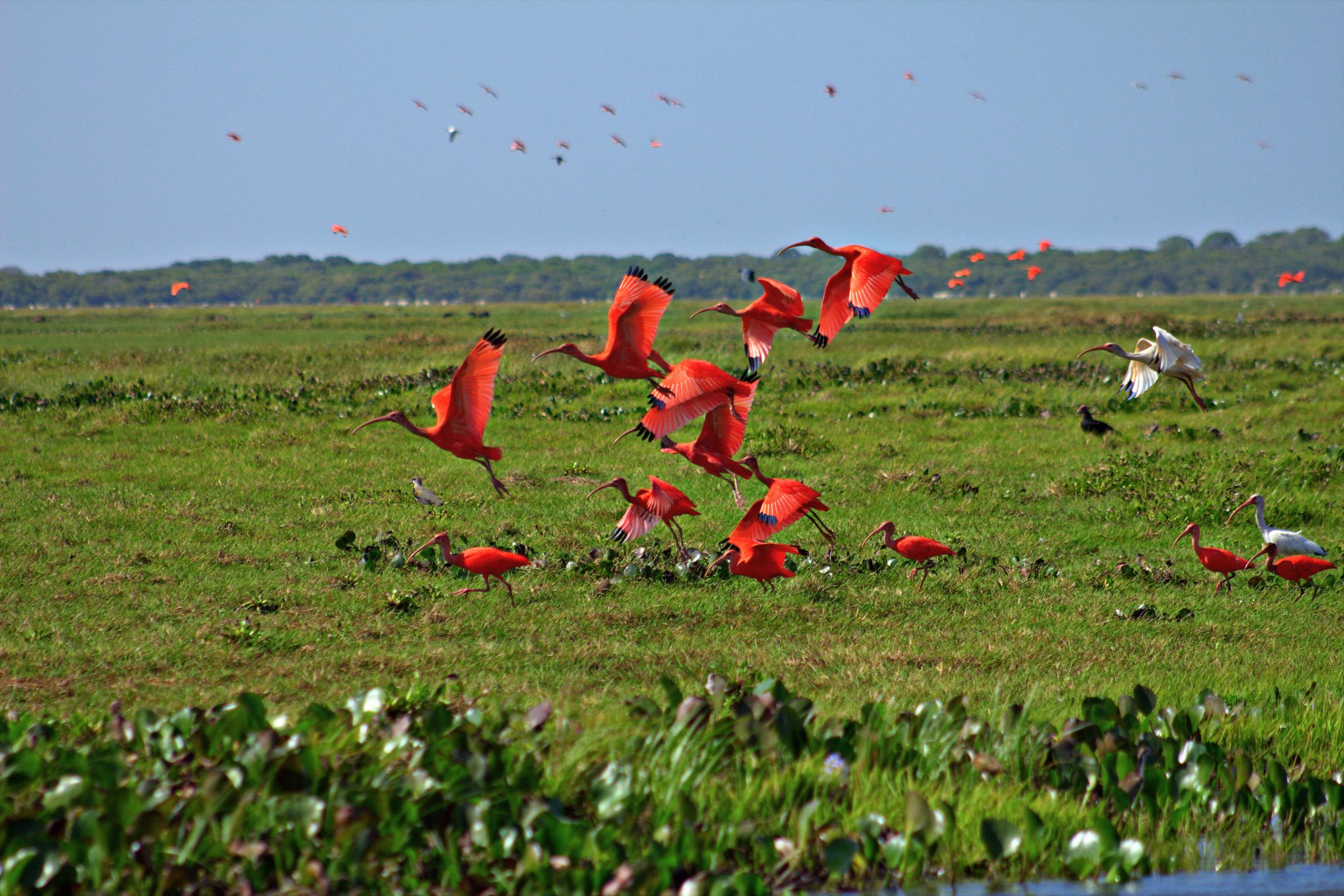
Humedal, Llanos Bajos
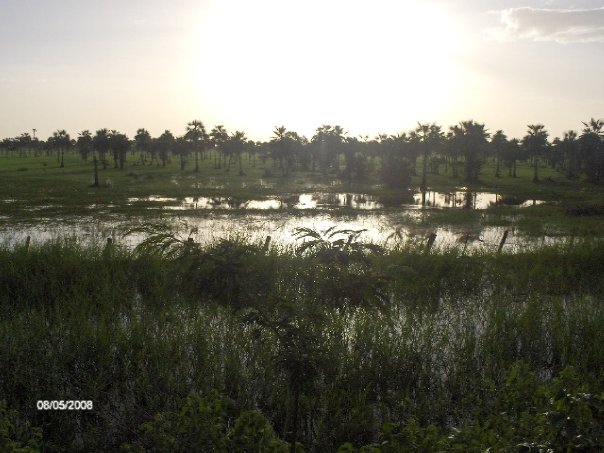
Estero, Llanos Bajos

### Flora y fauna
Barinas tiene dos ecorregiones: la de los Llanos y la de los Andes Septentrionales, siendo la última su centro de endemismo.
Los Llanos constituyen extensos pastizales y abundantes bosques en galería. En su flora abundan los árboles, entre los que destacan el apamate, el jabillo, el samán, las ceibas, los mangos, el merecure, la cañafístola llanera y el araguaney, el árbol nacional; también abundan las palmas, especialmente la llanera. Entre las hierbas, destacan el lirio de agua y las flores de nácar y de barinas.

La cordillera de Mérida tiene, por el contrario, desde sus partes altas hasta su piedemonte, páramos, bosques tropicales de montaña y sabanas arboladas. Entre su vegetación, son característicos el cardón, el cují, el bucare y los frailejones en sus partes altas, mientras que en el piedemonte abundan el pardillo, la granadilla, las caobas y la vera.

Flora
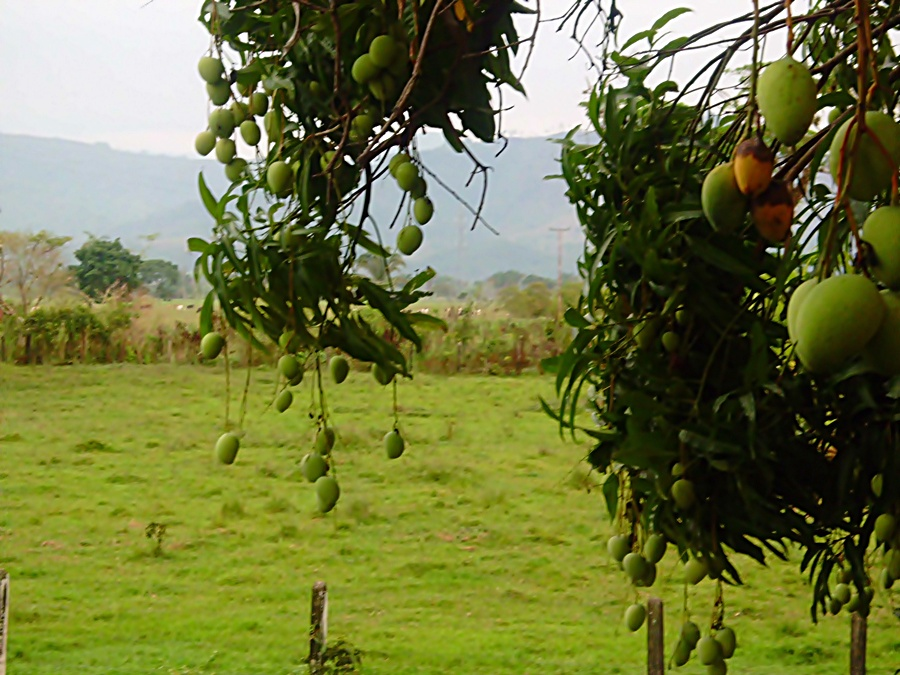
Mango
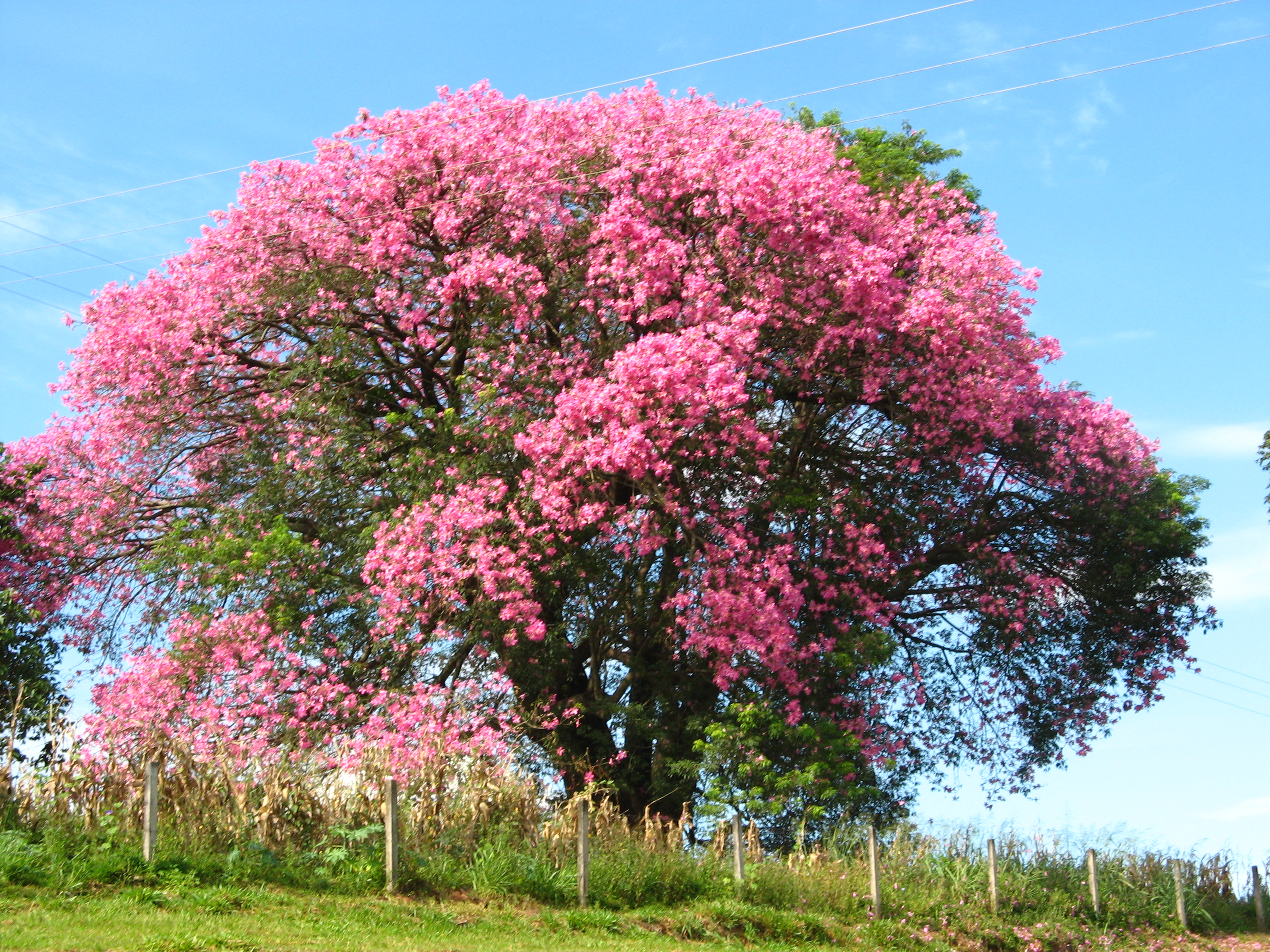
Ceiba
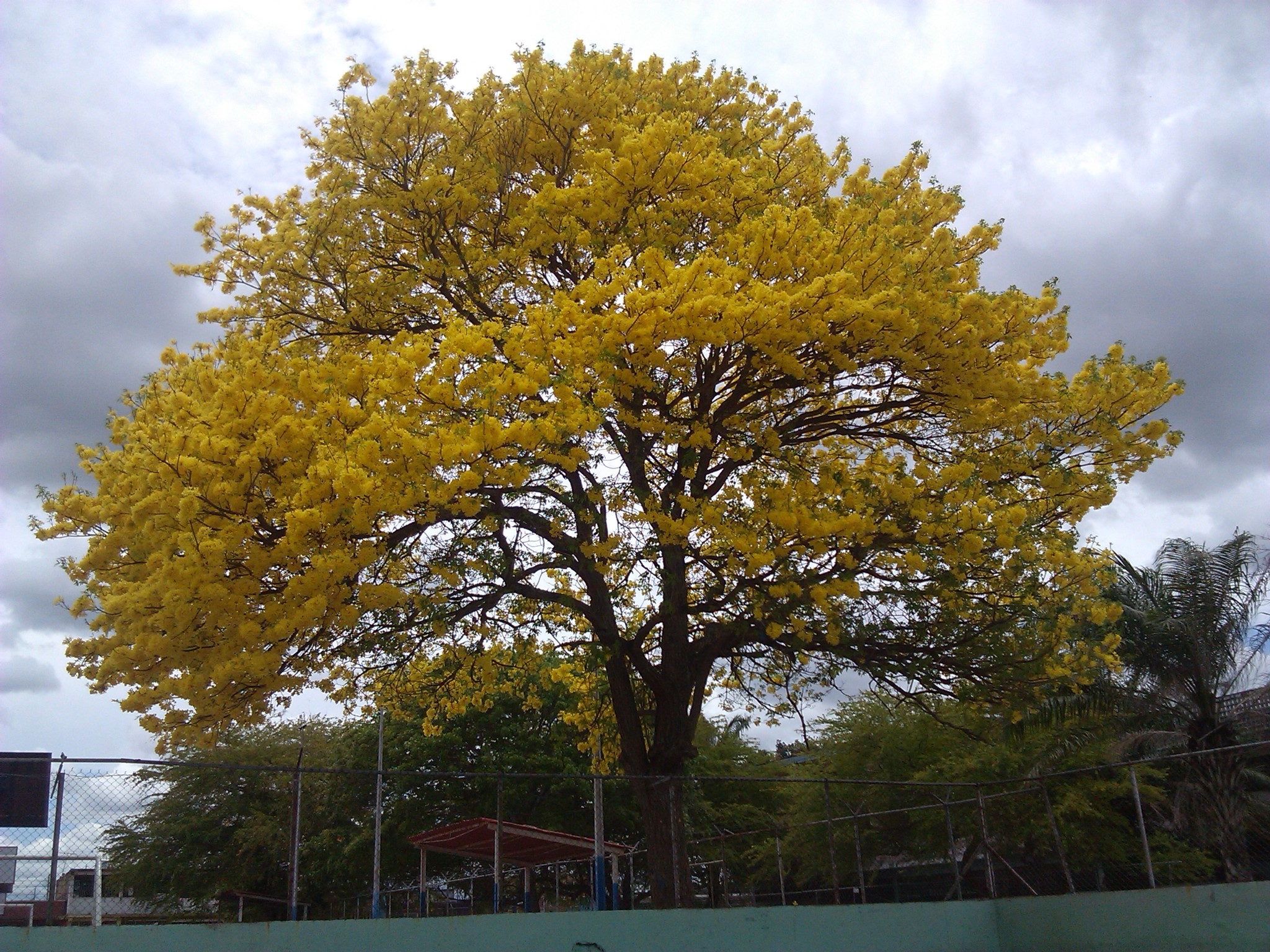
Araguaney
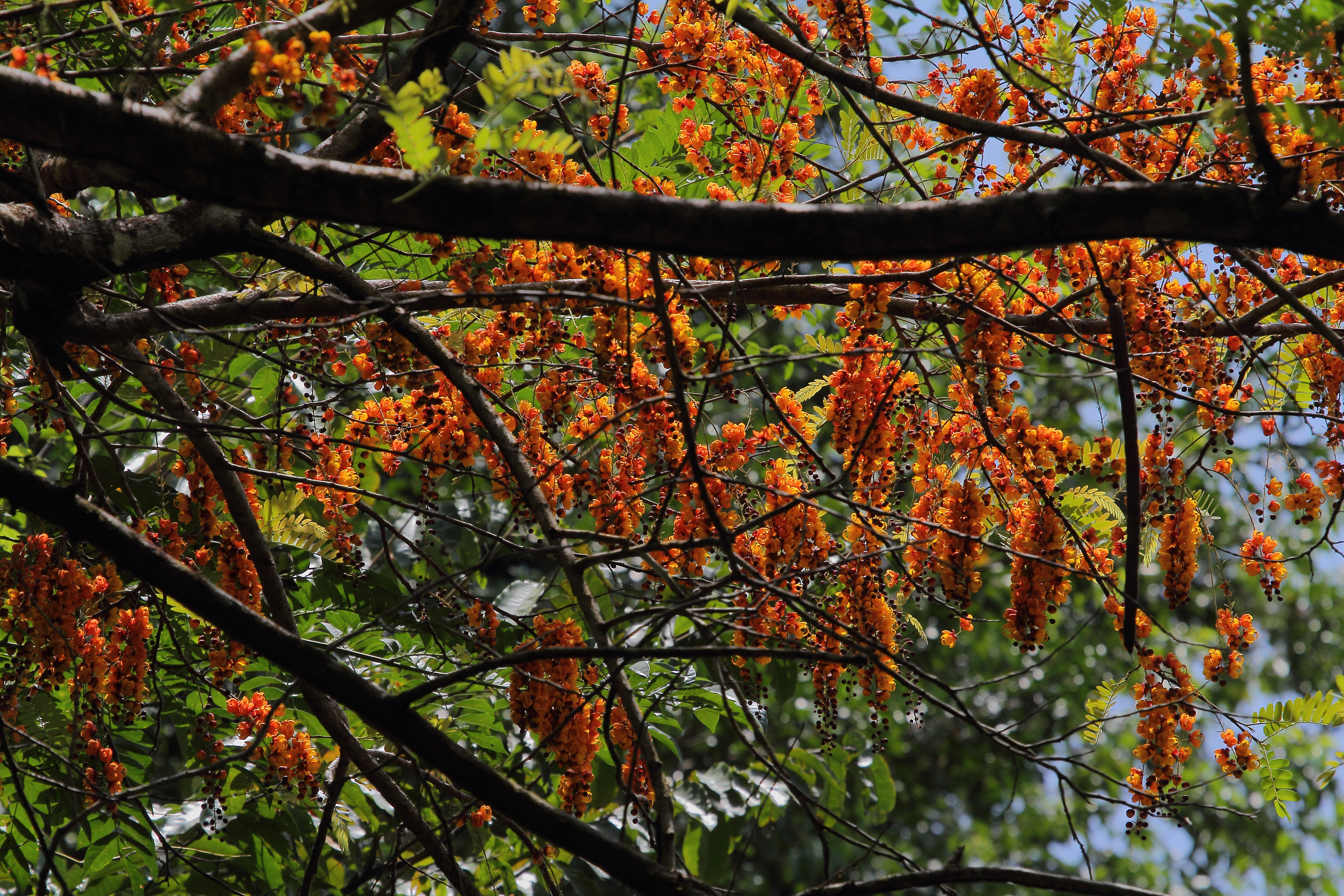
Cañafístola llanera
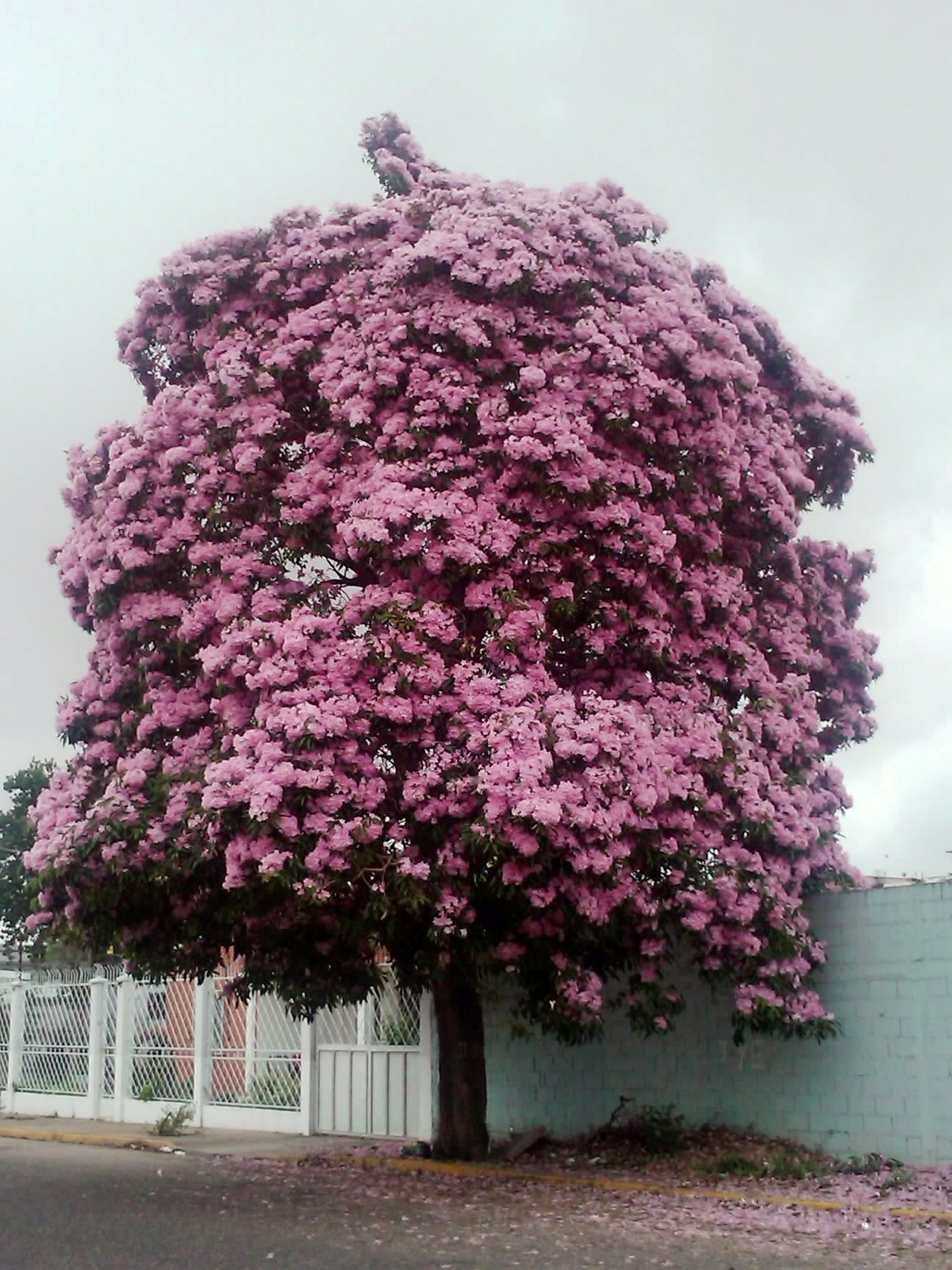
Apamate
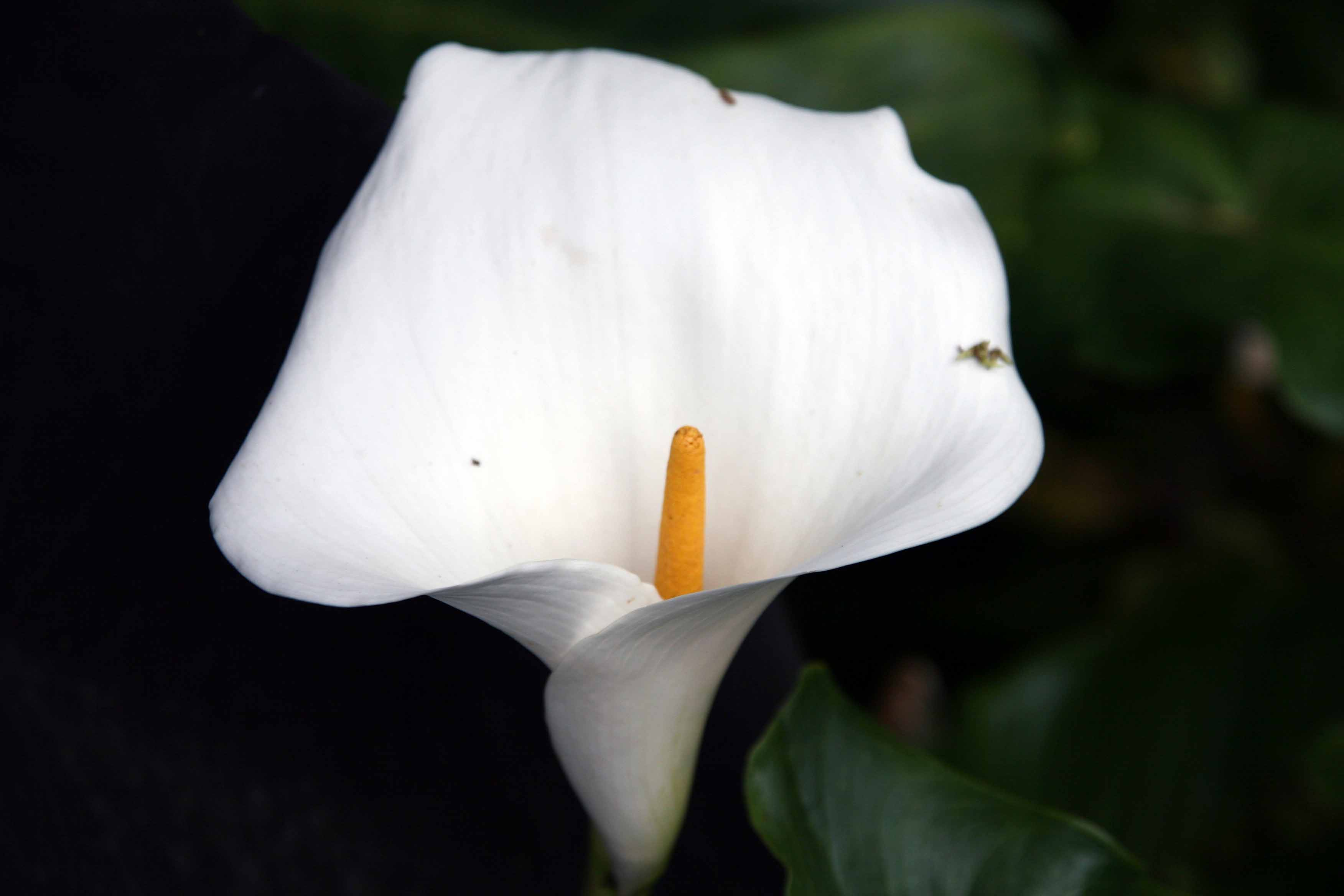
Lirio de agua
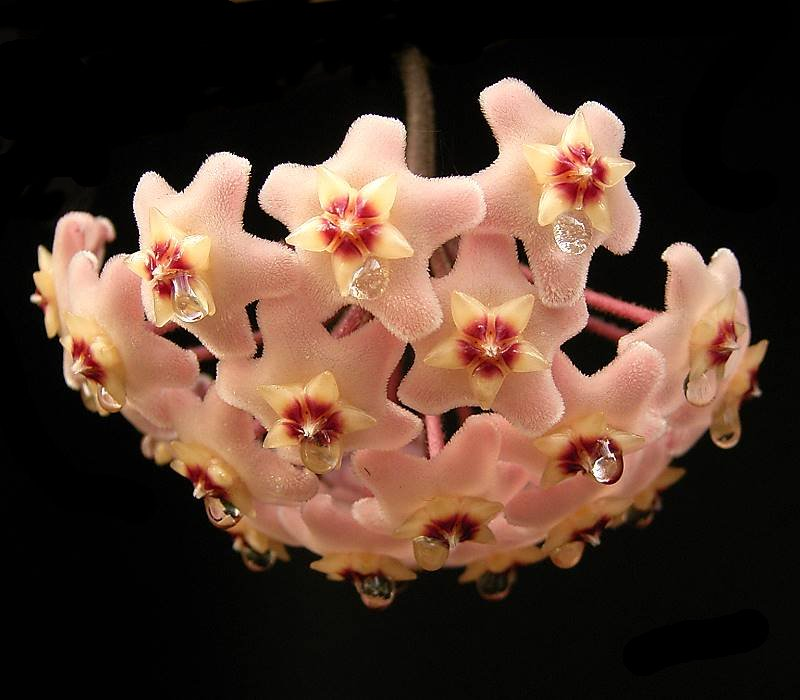
Flor de nácar
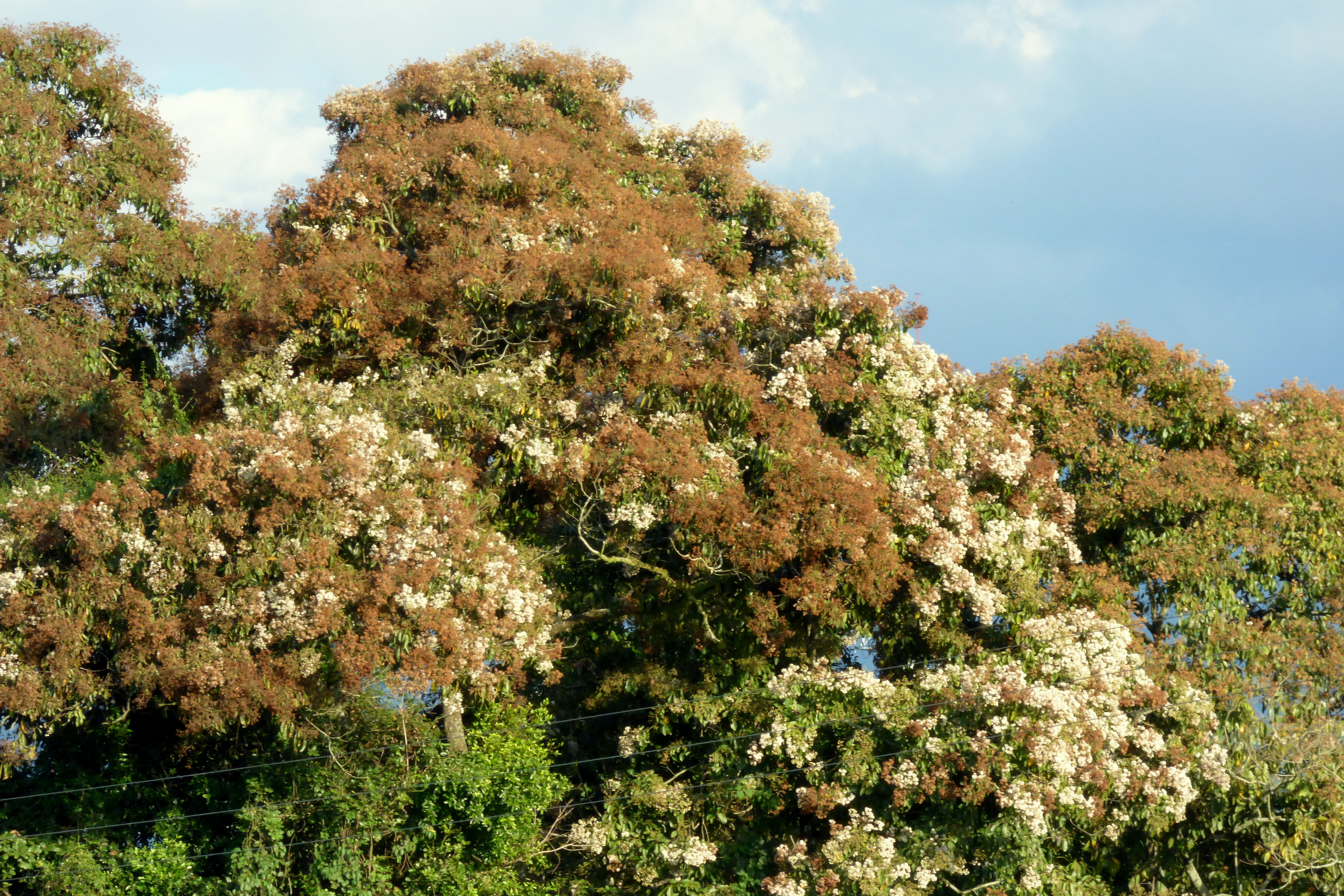
Pardillo
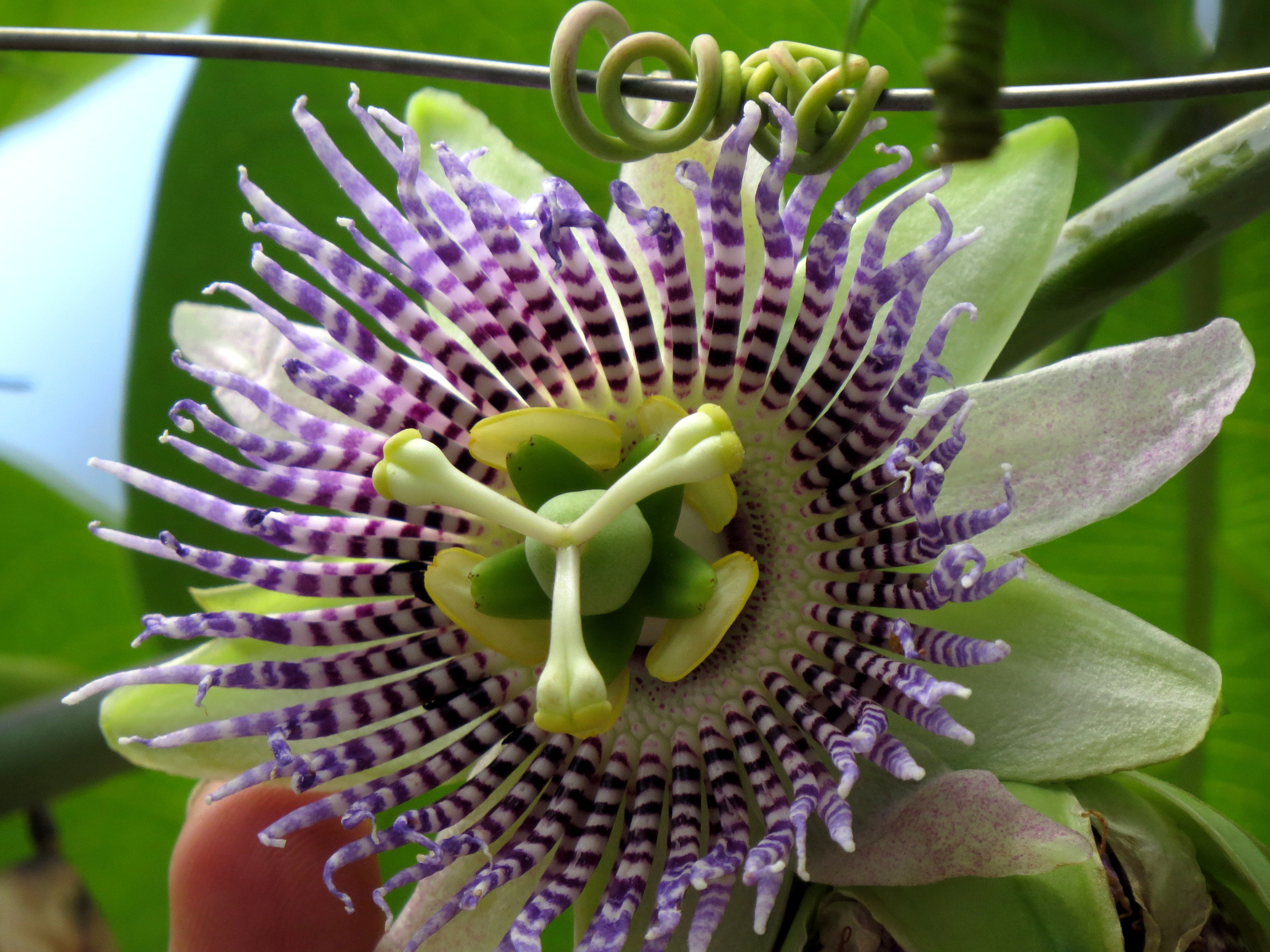
Granadilla
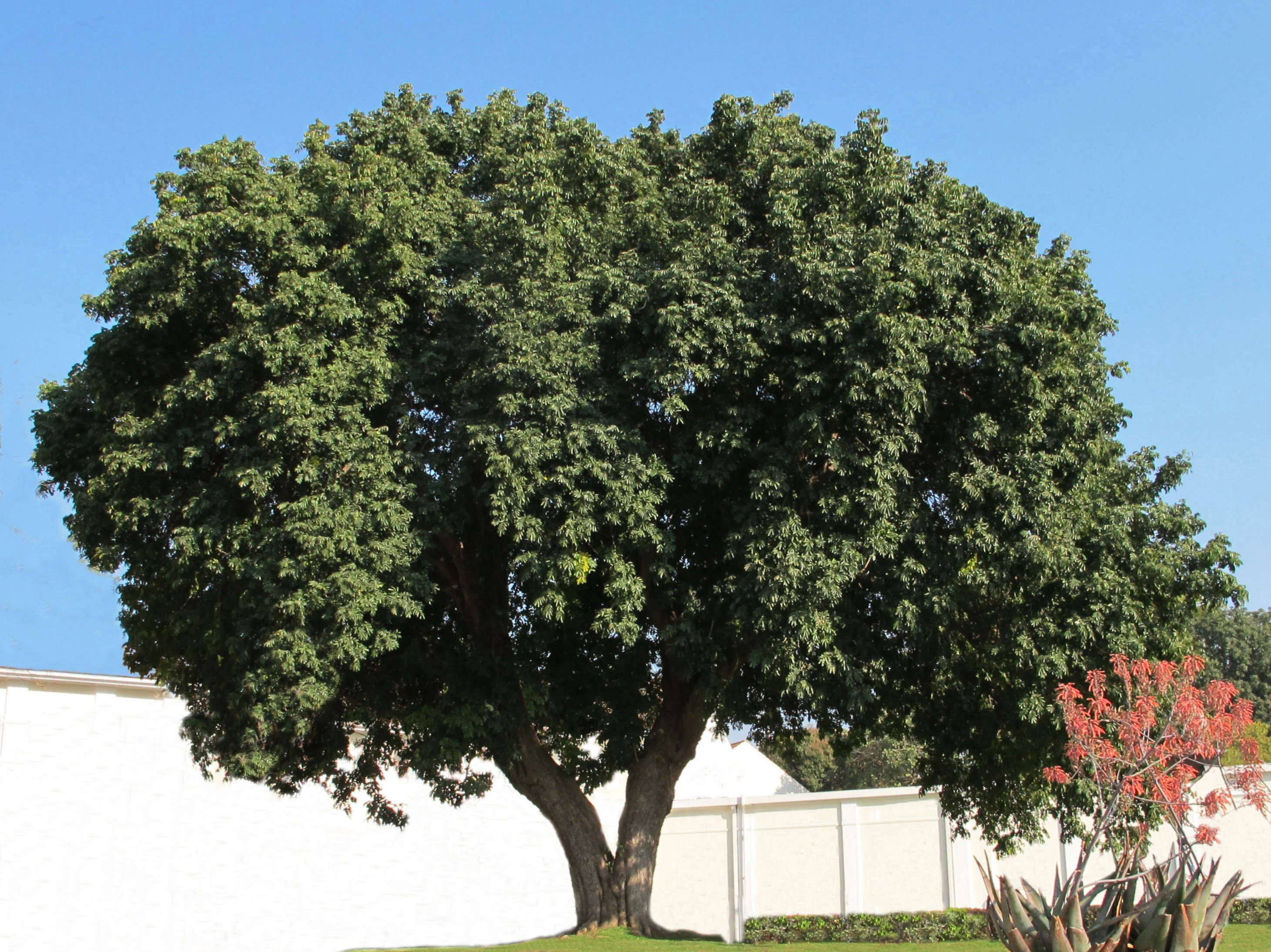
Caoba
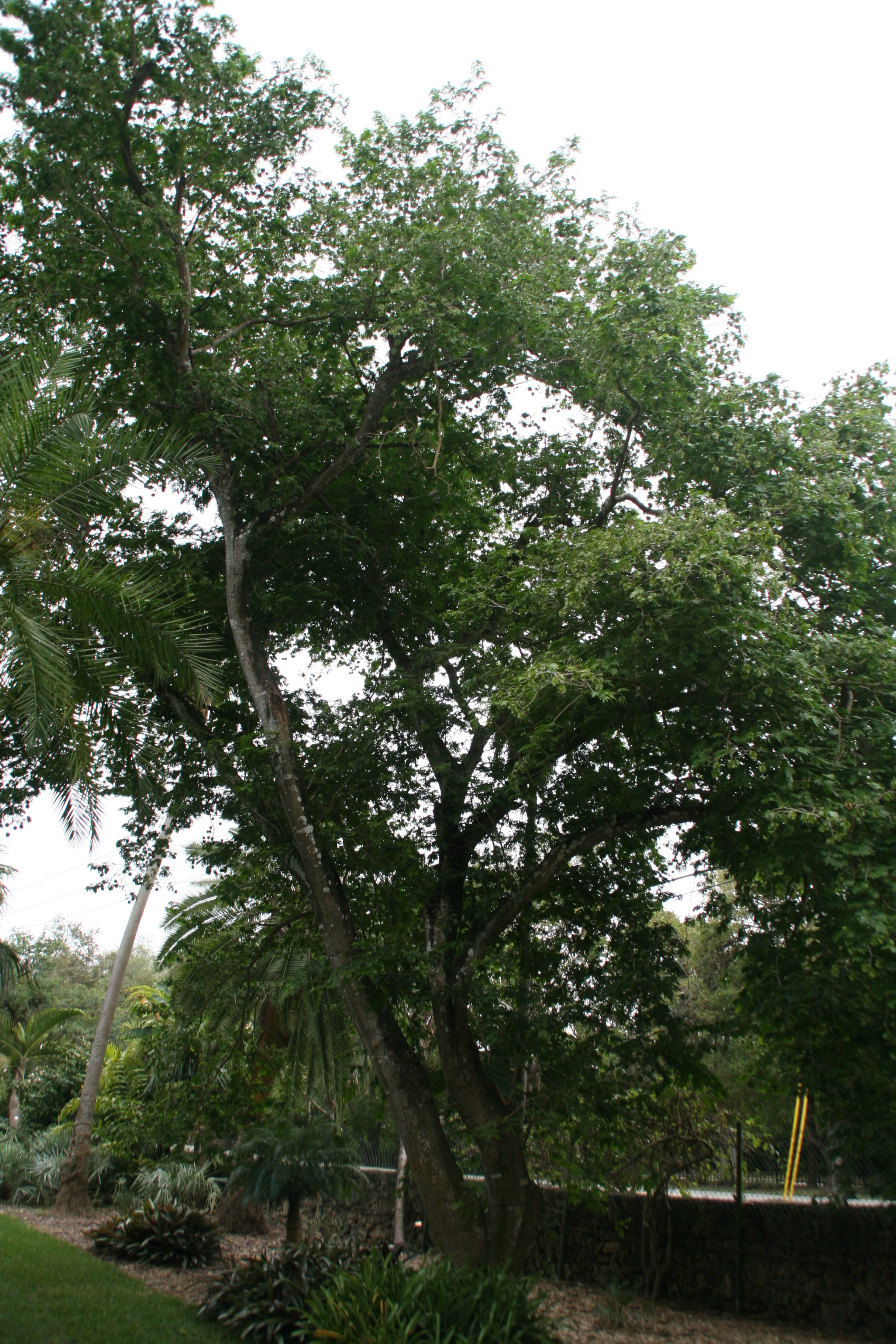
Vera
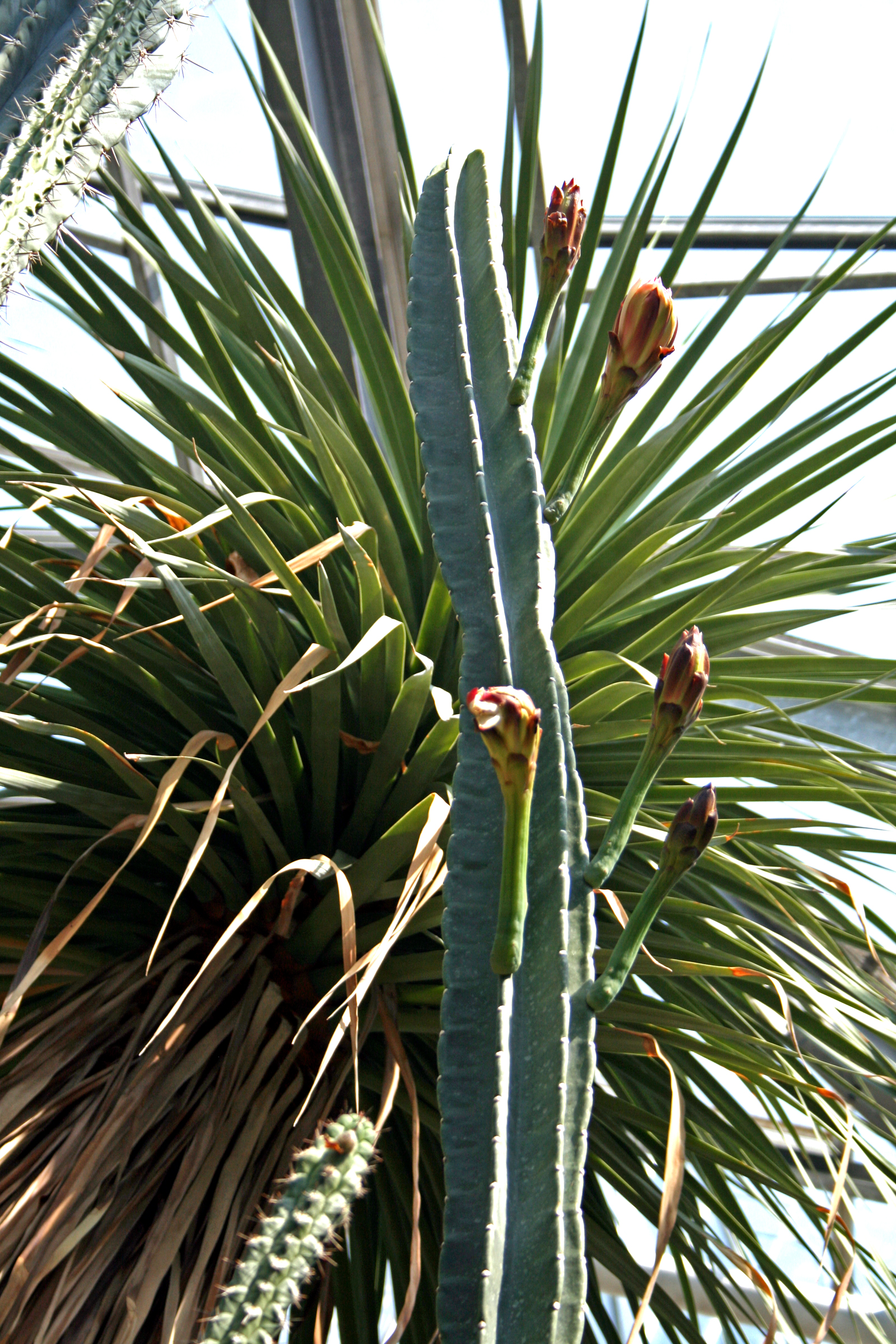
Cardón
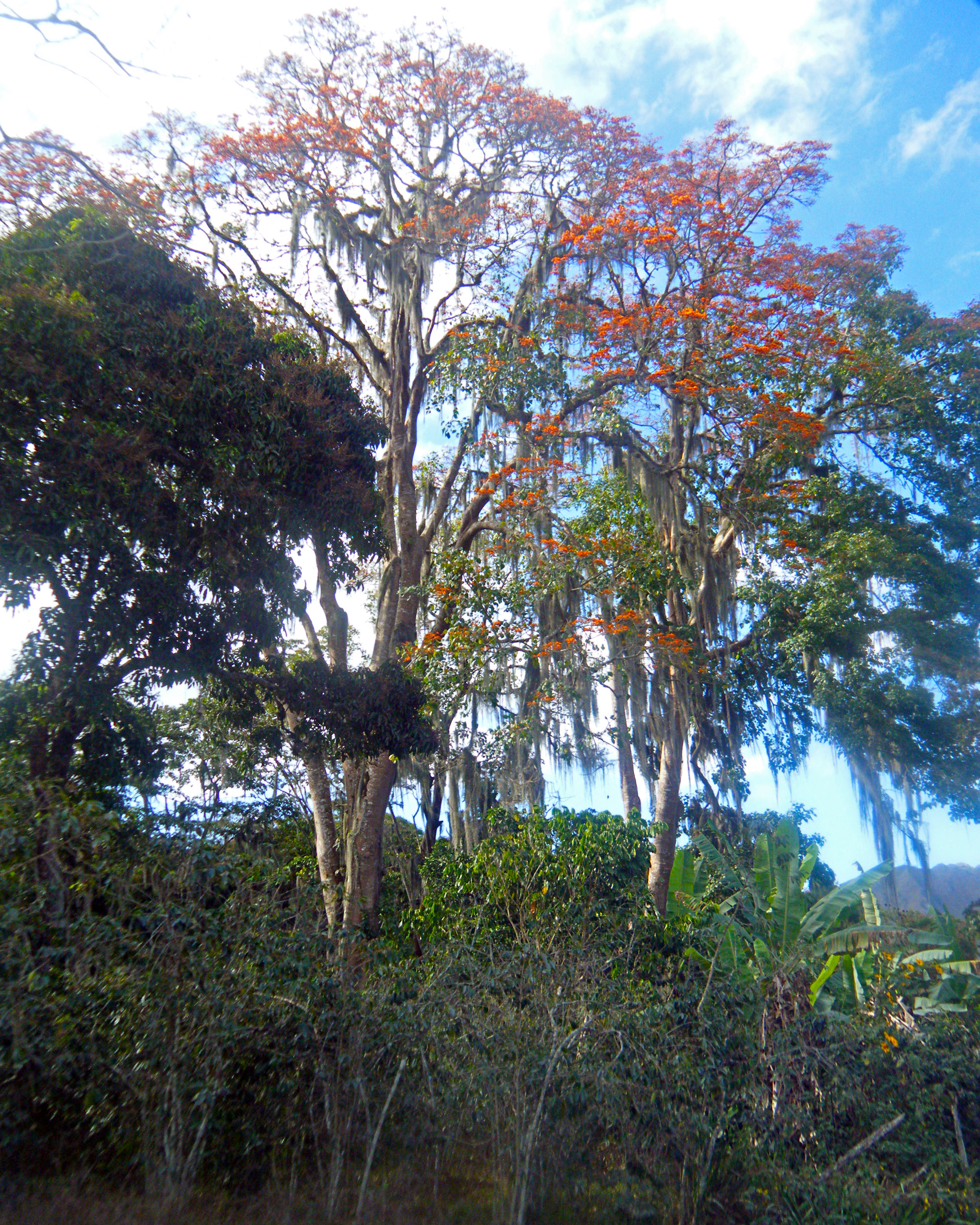
Bucare
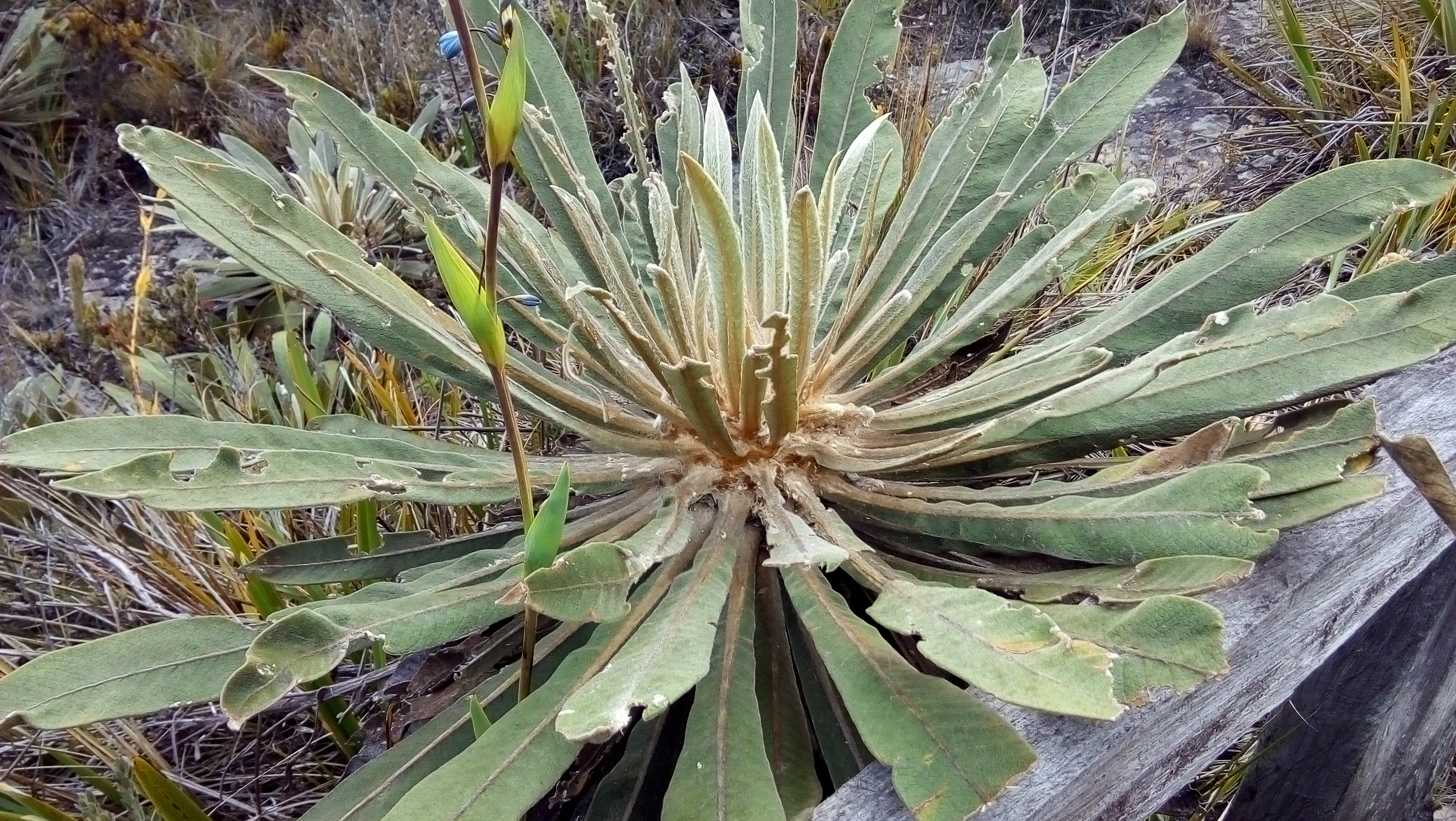
Frailejón

Hay más de 450 especies de aves, entre las que destacan las de presa —especialmente el cóndor andino—, las garzas, las cigüeñas, los patos, la paraulata, el carpinterito del Orinoco y el carrao.
Los mamíferos son los vertebrados que más abundan, destacándose los venados, los zorros, las nutrias, el oso hormiguero y el mielero, el cachicamo, el cunaguaro, el jaguar, el mono araguato y el capuchino, el rabipelado y, sobre todo, el chigüire. El conejo, el oso frontino, los puercoespínes y las musarañas se encuentran únicamente en los Andes.
En los Llanos hay abundancia de reptiles, destacándose las anacondas, los podocnemídidos, las iguanas, las serpientes cascabel, el babo, la tortuga jicotea, el mato real, el caimán del Orinoco y la mapanare.
Los peces pueblan todos los ríos, siendo abundantes los bagres, las pirañas, el pez dorado y la anguila eléctrica en los Llanos, y las truchas en los Andes.

También hay dos especies en peligro de extinción: el morrocoy sabanero y la tonina.

Fauna
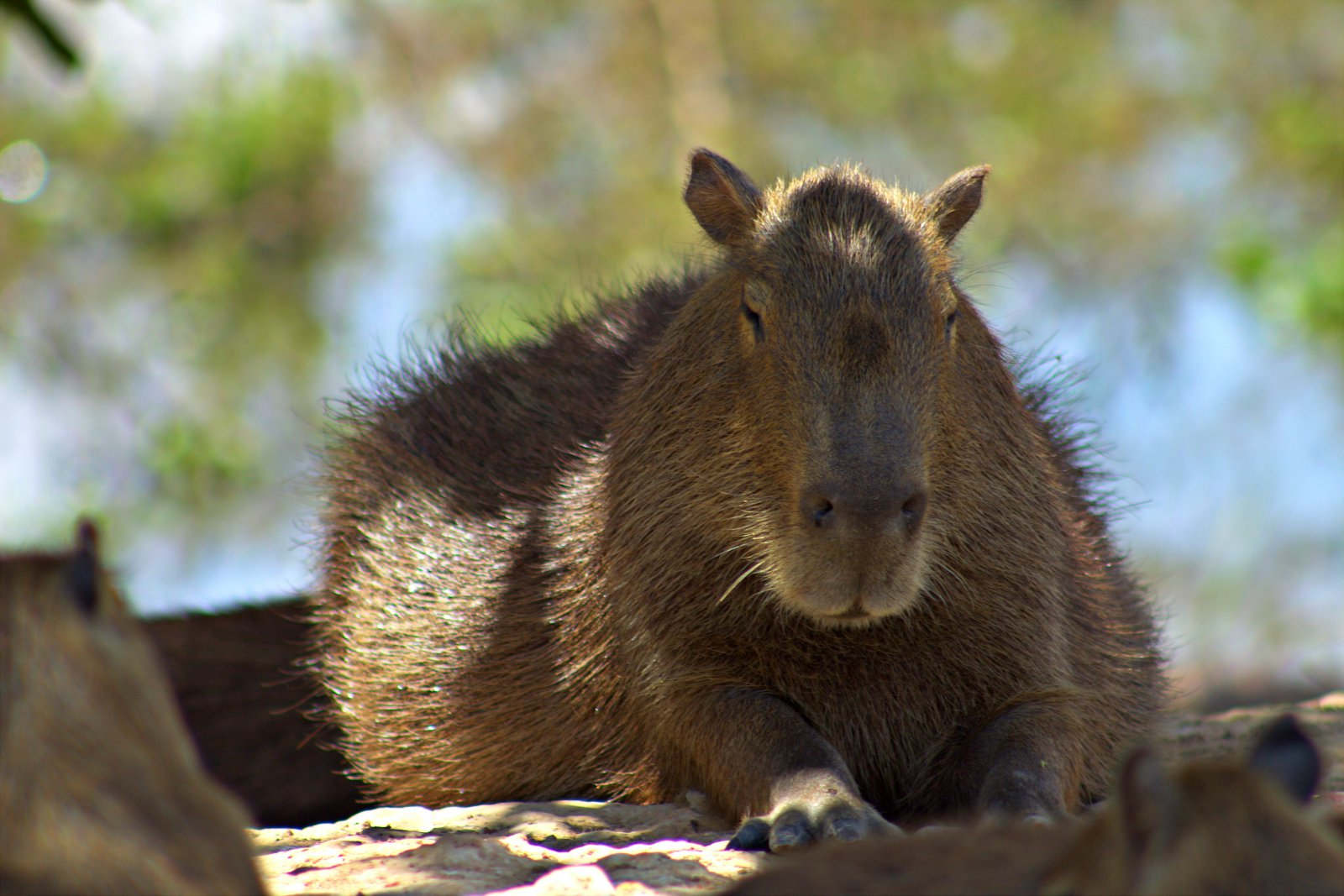
Chigüire
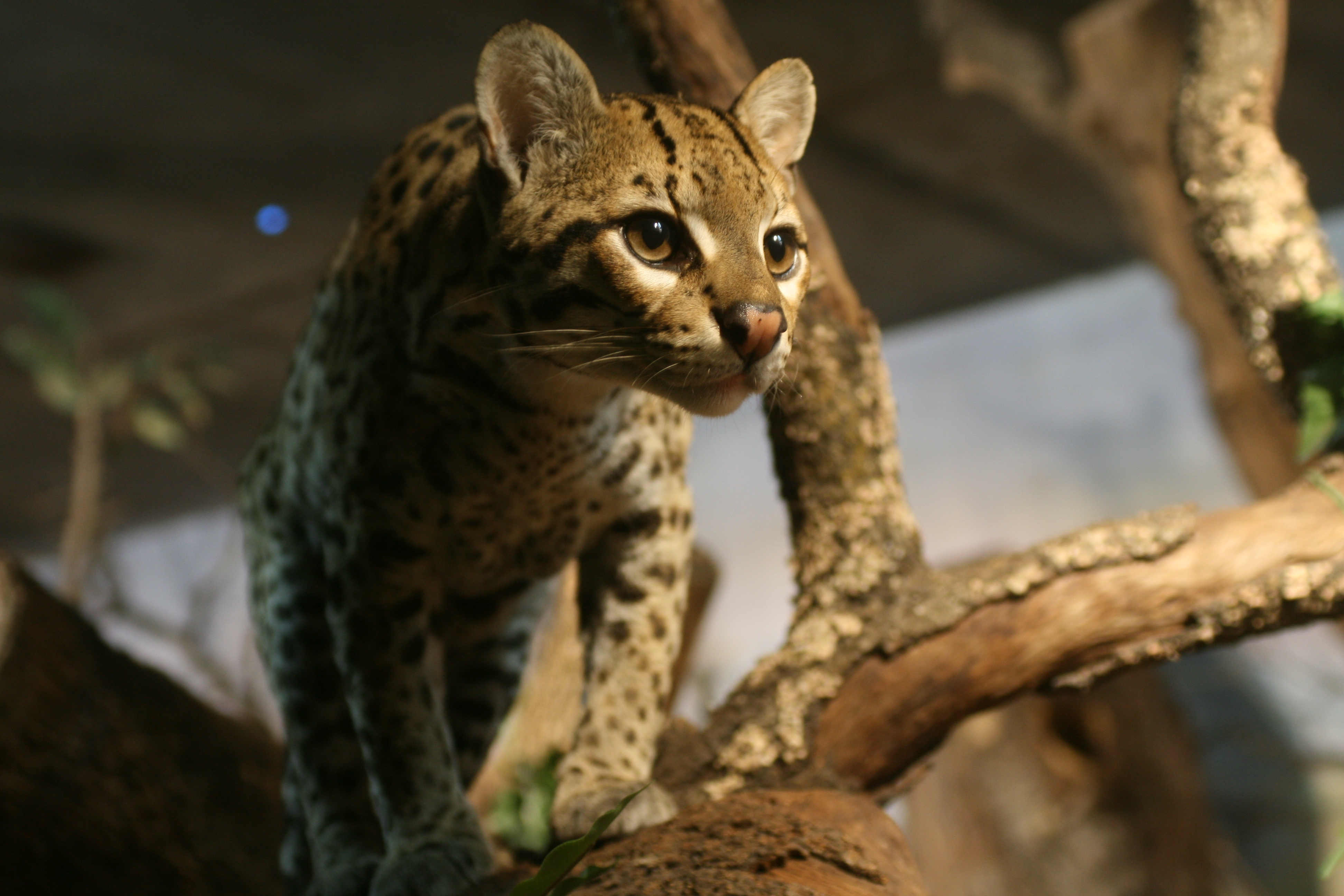
Cunaguaro
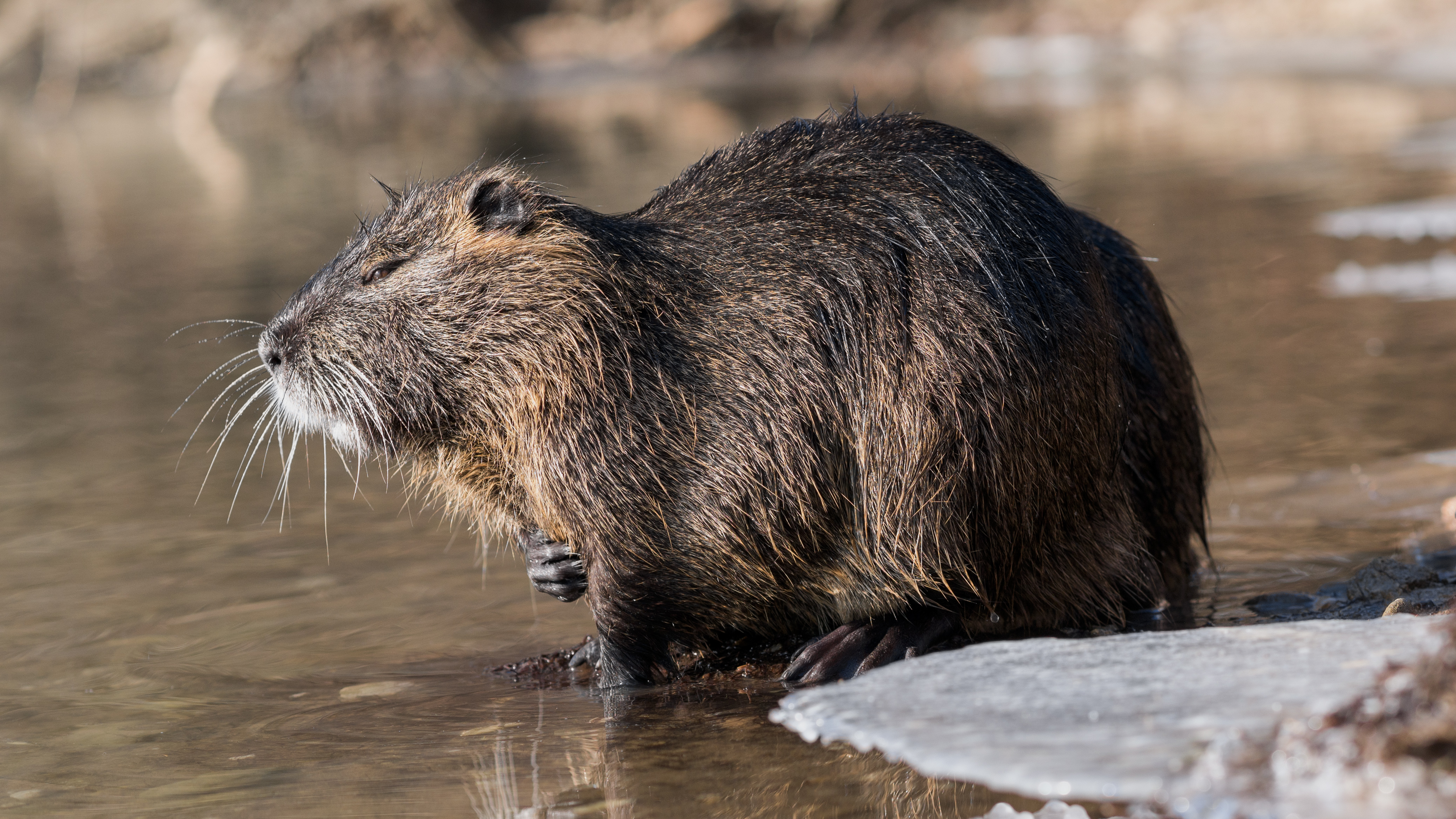
Nutria
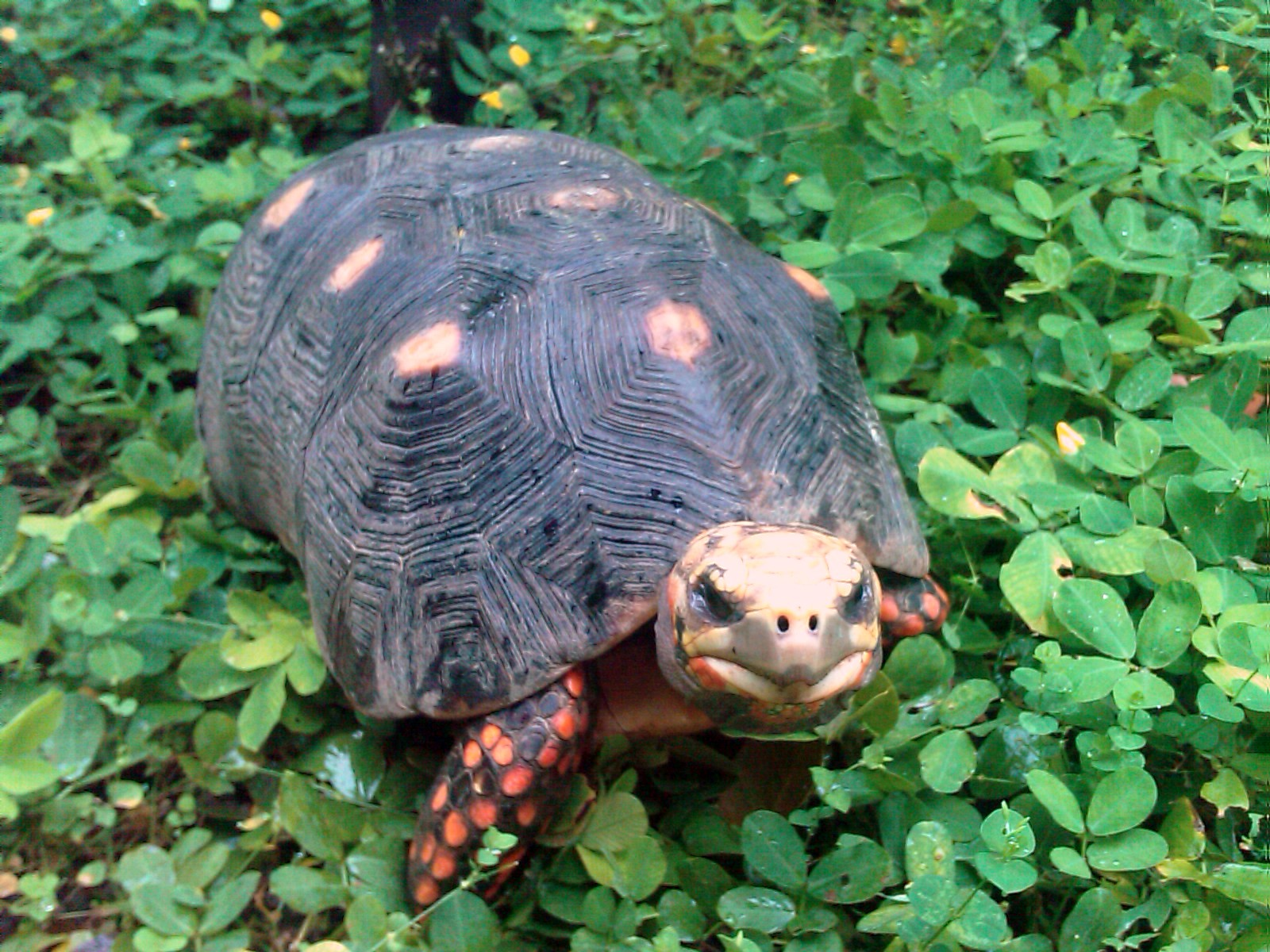
Morrocoy sabanero
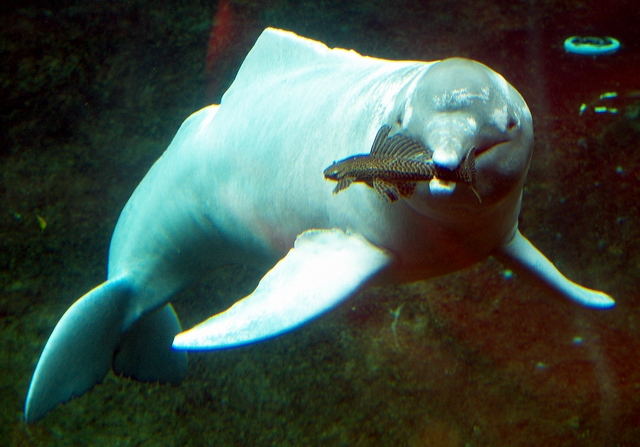
Tonina
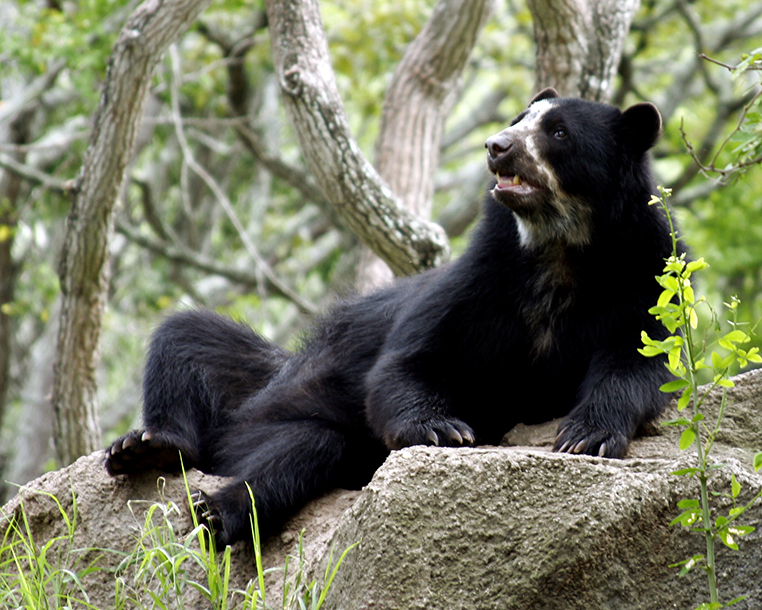
Oso frontino
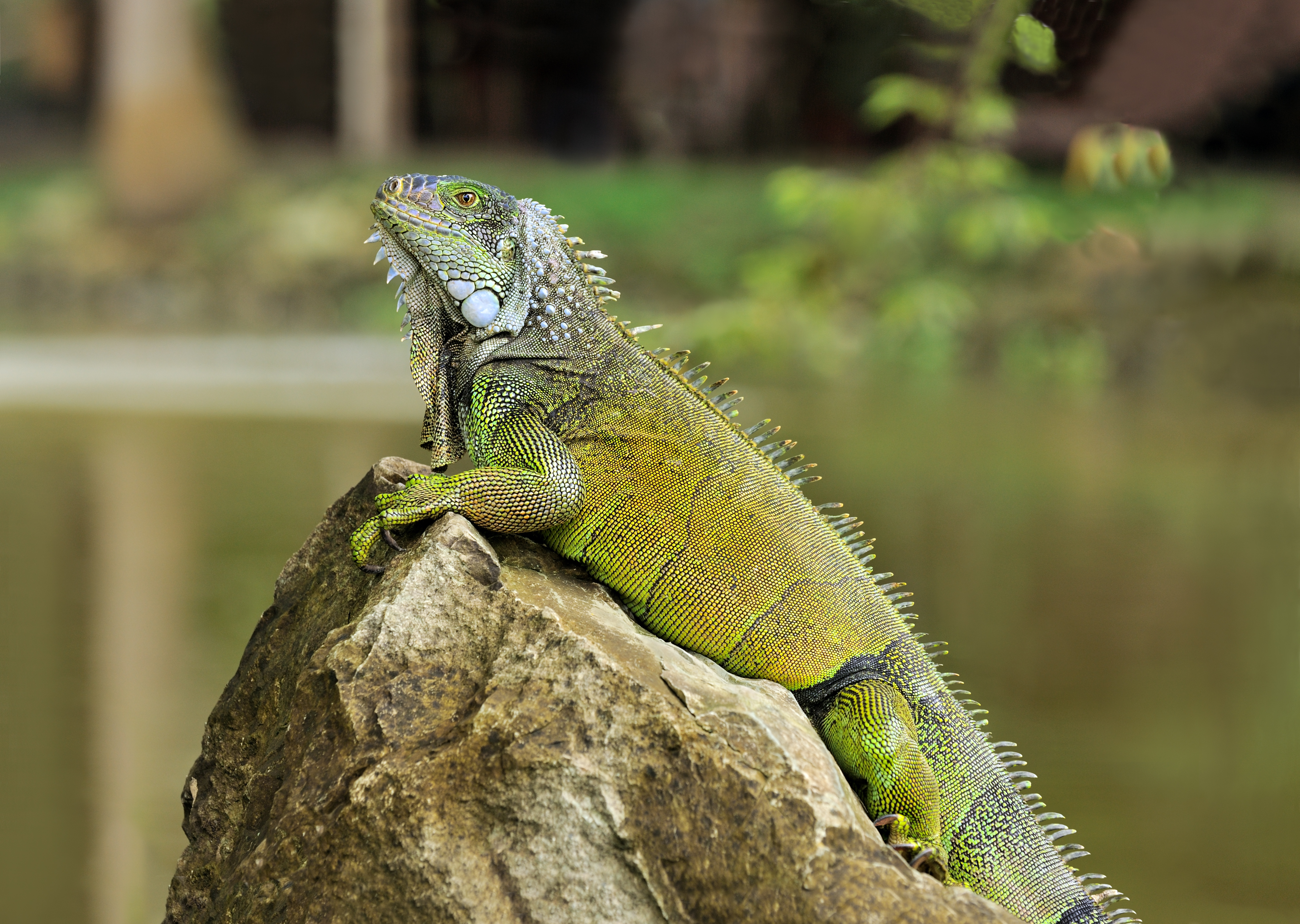
Iguana
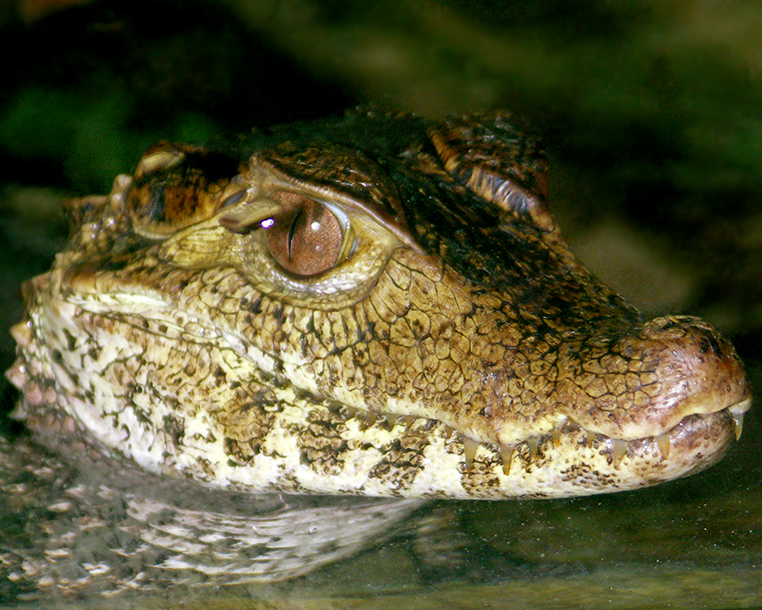
Babo
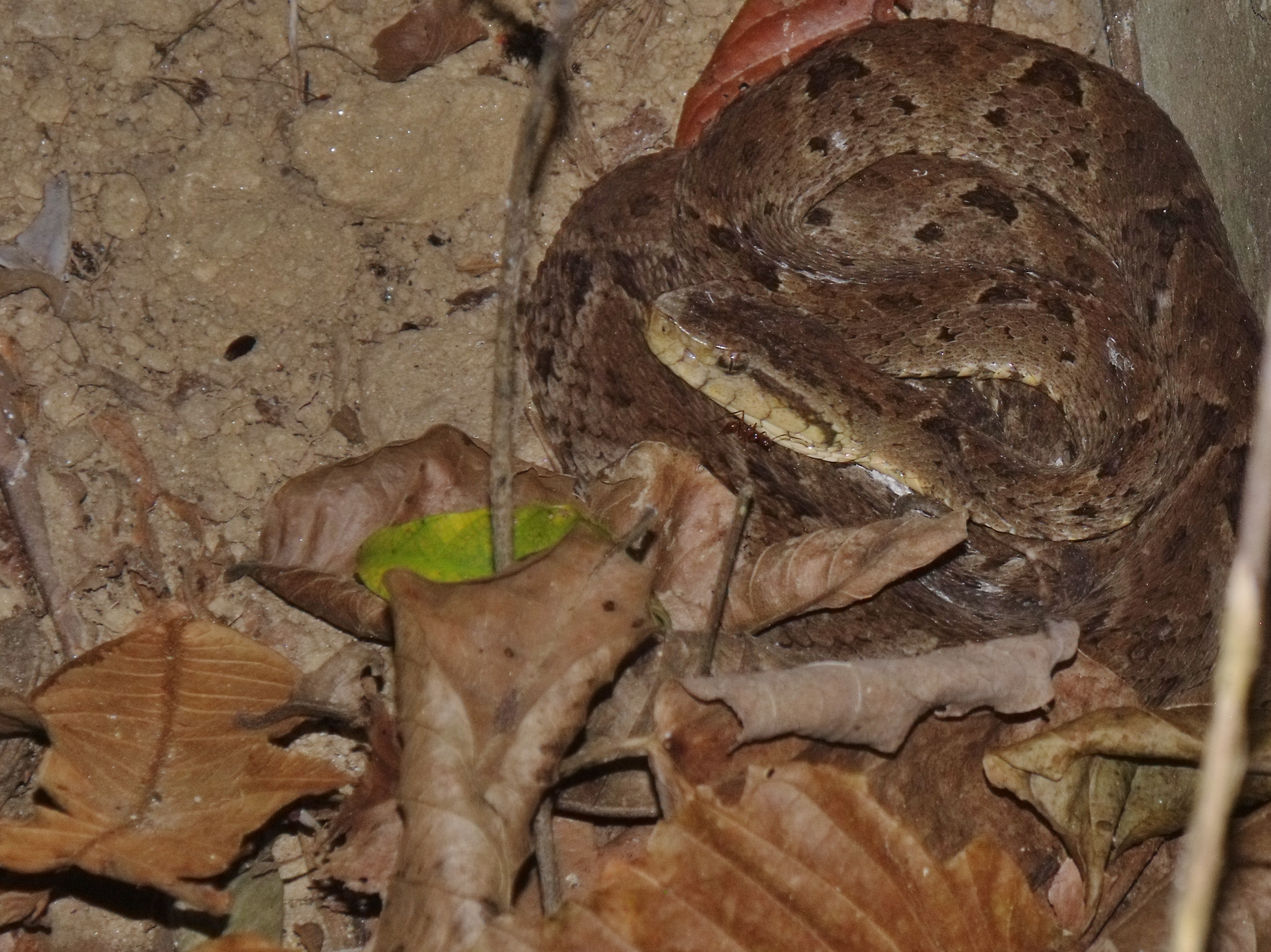
Mapanare
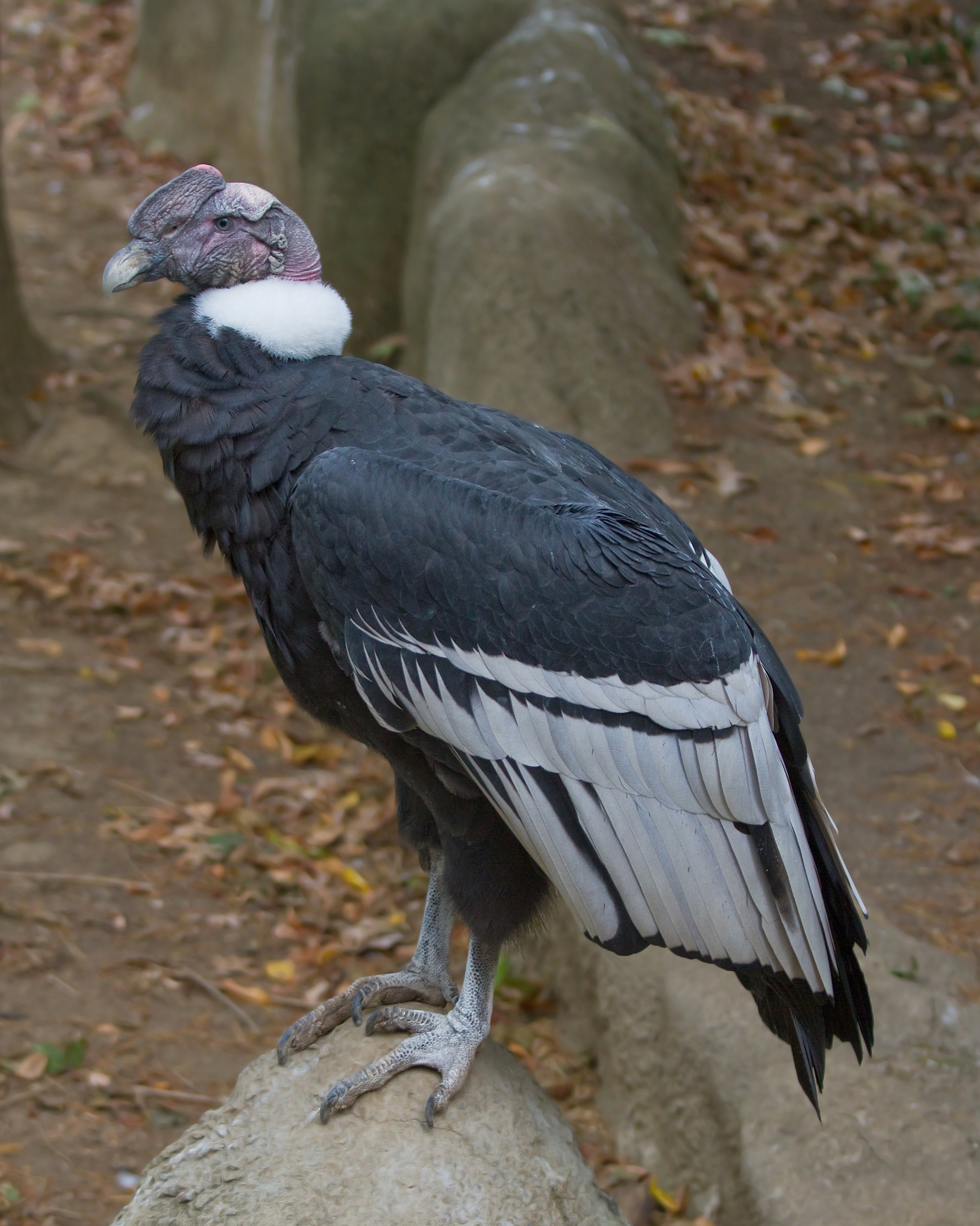
Cóndor andino
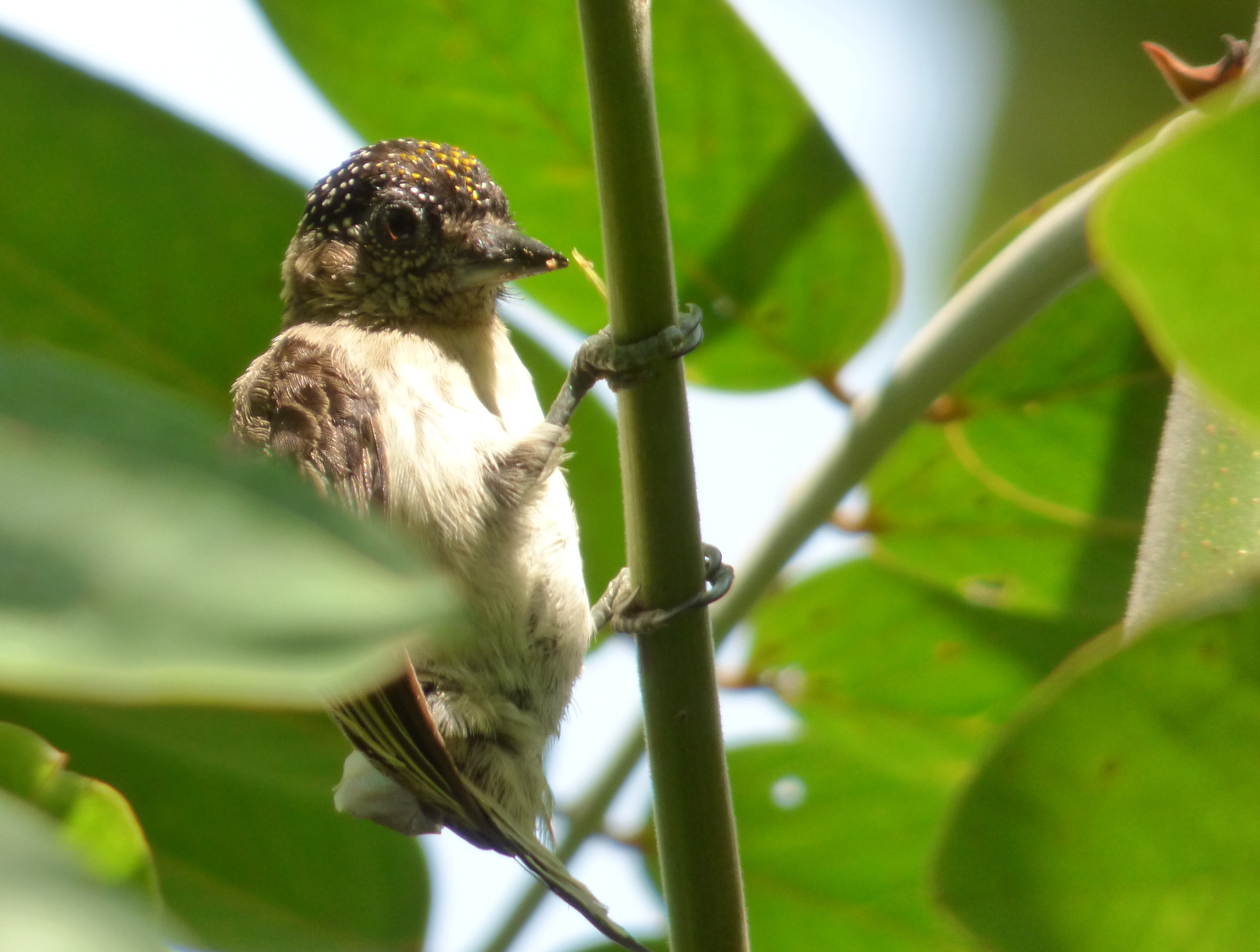
Carpinterito
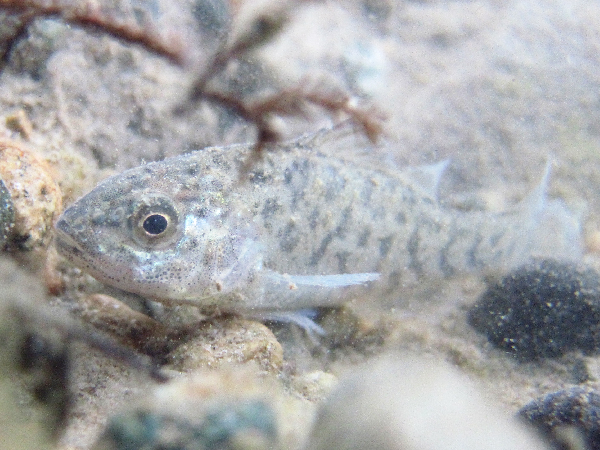
Trucha
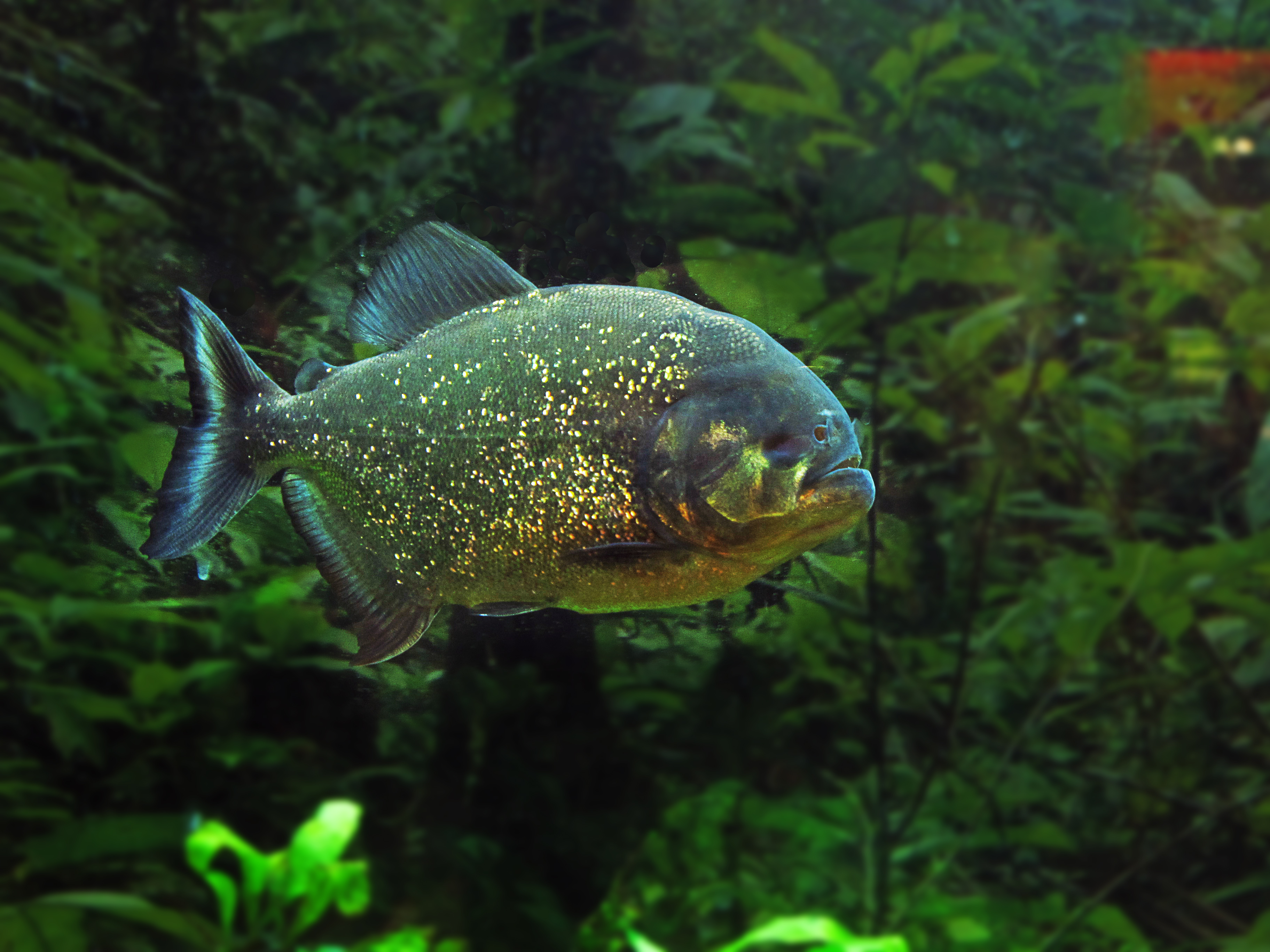
Piraña

## Demografía
En el Estado Barinas había predominado tradicionalmente la población rural, estimándose que en 1950 la población rural correspondía al 84,8% del total de la población barinesa. La población del estado Barinas, en el censo de 1990 era de 424 491 habitantes. El estimado de la población para el año 2015 es de 901 129 habitantes.

### Crecimiento Poblacional
| Año del censo | Nro. de Habitantes |
| ------------- | ------------------ |
| 1873          | 49 448             |
| 1881          | 56 765             |
| 1891          | 62 696             |
| 1920          | 55 055             |
| 1950          | 85 944             |
| 1961          | 169 271            |
| 1971          | 231 046            |
| 1981          | 326 166            |
| 1990          | 424 491            |
| 2001          | 624 508            |
| 2011          | 854 391            |
| 2015          | 980 490            |

- Comunidad Colombiana en el Estado Barinas:
Actualmente el estado en general posee la segunda comunidad colombiana más grande de Venezuela después de la del estado Táchira. con más de 300 000 personas. Los cuales se encuentran agrupados en las diferentes y principales ciudades de la entidad siendo la ciudad de Barinas la que cuenta con más presencia.
Esta inmigración que lleva más de 40 años en esta región se debe principalmente a los problemas internos del vecino país como lo ha sido la violencia y las fuertes medidas económicas allí implantadas. Pero cabe destacar que gracias a ello la economía del Estado ha crecido estableciendo nuevas formas de comercio y de trabajo en los campos, puede decirse que hoy día tanto barineses como colombianos se han compactado al 100%.
- Distribución de la población Colombiana en el Estado Barinas:
- Barinas (Capital)-162 456 Personas
- Santa Bárbara - 87 000
- Socopo - 42 000
- Pedraza - 22 000
- Barinitas - 15 000
- Universidad de Los Andes, Instituto de Investigaciones Económicas y Sociales[83]

### Población por Grupo de Edad (%)
| Población por Grupo de Edad (%) | Población por Grupo de Edad (%) | Población por Grupo de Edad (%) | Población por Grupo de Edad (%) | Población por Grupo de Edad (%) | Población por Grupo de Edad (%) |
| ------------------------------- | ------------------------------- | ------------------------------- | ------------------------------- | ------------------------------- | ------------------------------- |
| 0 - 14 años                     | 15 - 64 años                    | 65 y más años                   | 0 - 14 años                     | 15 - 64 años                    | 65 y más años                   |
| Censo de 2001                   | Censo de 2001                   | Censo de 2001                   | Censo de 2011                   | Censo de 2011                   | Censo de 2011                   |
| 42,7                            | 53,8                            | 3,5                             | 29,9                            | 65,3                            | 4,8                             |

- Fondo de Población de las Naciones Unidas[84]

- Instituto Nacional de Estadísticas (INE) 2011 -[85]

### Población y Vivienda, según municipio
| Población                | Población  | Población  | Población  | Población  | Población                             | Población                | Viviendas | Viviendas |
| ------------------------ | ---------- | ---------- | ---------- | ---------- | ------------------------------------- | ------------------------ | --------- | --------- |
| Municipio                | Censo 2001 | Censo 2001 | Censo 2011 | Censo 2011 | Crecimiento Tasa anual Geométrica (%) | Crecimiento Relativo (%) | Total     | %         |
| Municipio                | Total      | %          | Total      | %          | Crecimiento Tasa anual Geométrica (%) | Crecimiento Relativo (%) | Total     | %         |
| Total                    | 624.508    | 100        | 816.264    | 100        | 3,6                                   | 47,1                     | 211.793   | 100       |
| Alberto Arvelo Torrealba | 32.183     | 5,2        | 41.232     | 5,0        | 2,1                                   | 25,4                     | 10.323    | 4,9       |
| Andrés Eloy Blanco       | 15.359     | 2,45       | 16.144     | 2,0        | 8,1                                   | 135,1                    | 4.796     | 2,2       |
| Antonio José de Sucre    | 62.002     | 9,9        | 81.665     | 10,0       | 5,6                                   | 82,5                     | 21.331    | 10,0      |
| Arismendi                | 18.338     | 2,9        | 23.727     | 2,9        | 0,6                                   | 6,6                      | 7.049     | 3,3       |
| Barinas                  | 263.272    | 42,2       | 353.851    | 43,4       | 3,7                                   | 49,3                     | 89.592    | 42,3      |
| Bolívar                  | 39.779     | 6,4        | 52.872     | 6,5        | 2,0                                   | 24,4                     | 14.447    | 6,8       |
| Cruz Paredes             | 20.574     | 3,3        | 26.042     | 3,2        | 3,6                                   | 47,8                     | 6.632     | 3,1       |
| Ezequiel Zamora          | 42.104     | 6,7        | 53.580     | 6,6        | 2,8                                   | 36,3                     | 14.446    | 6,8       |
| Obispos                  | 25.774     | 4,1        | 37.493     | 4,6        | 3,8                                   | 51,4                     | 10.331    | 4,9       |
| Pedraza                  | 50.767     | 8,1        | 65.390     | 8,0        | 3,7                                   | 49,0                     | 16.667    | 7,9       |
| Rojas                    | 33.105     | 5,3        | 40.126     | 4,9        | 2,6                                   | 32,1                     | 10.051    | 4,7       |
| Sosa                     | 21.251     | 3,4        | 24.142     | 2,9        | 5,4                                   | 79,1                     | 6.128     | 2,9       |

- Instituto Nacional de Estadísticas, (INE), censo de 2001.[86]
  - Instituto Nacional de Estadísticas, (INE), censo de 2011.[87]

## Economía

### Recursos minerales
La potencialidad minera se expresa por minerales no metálicos como: caliza, arenas, silicato, cuarzo, arcilla roja, feldespato, grava, arena silícea y fosforita. En cuanto al recurso energético, existen reservas de hidrocarburos en la zona sur de San Silvestre, donde PDVSA explota varios campos petroleros. Repsol YPF obtuvo el año 2001, la adjudicación del bloque Barrancas para la producción de 2 millones de metros cúbicos diarios de gas libre. El gas se alimenta a la planta eléctrica Termobarrancas, del municipio Obispos, con una capacidad de generación de 450 megawatts.

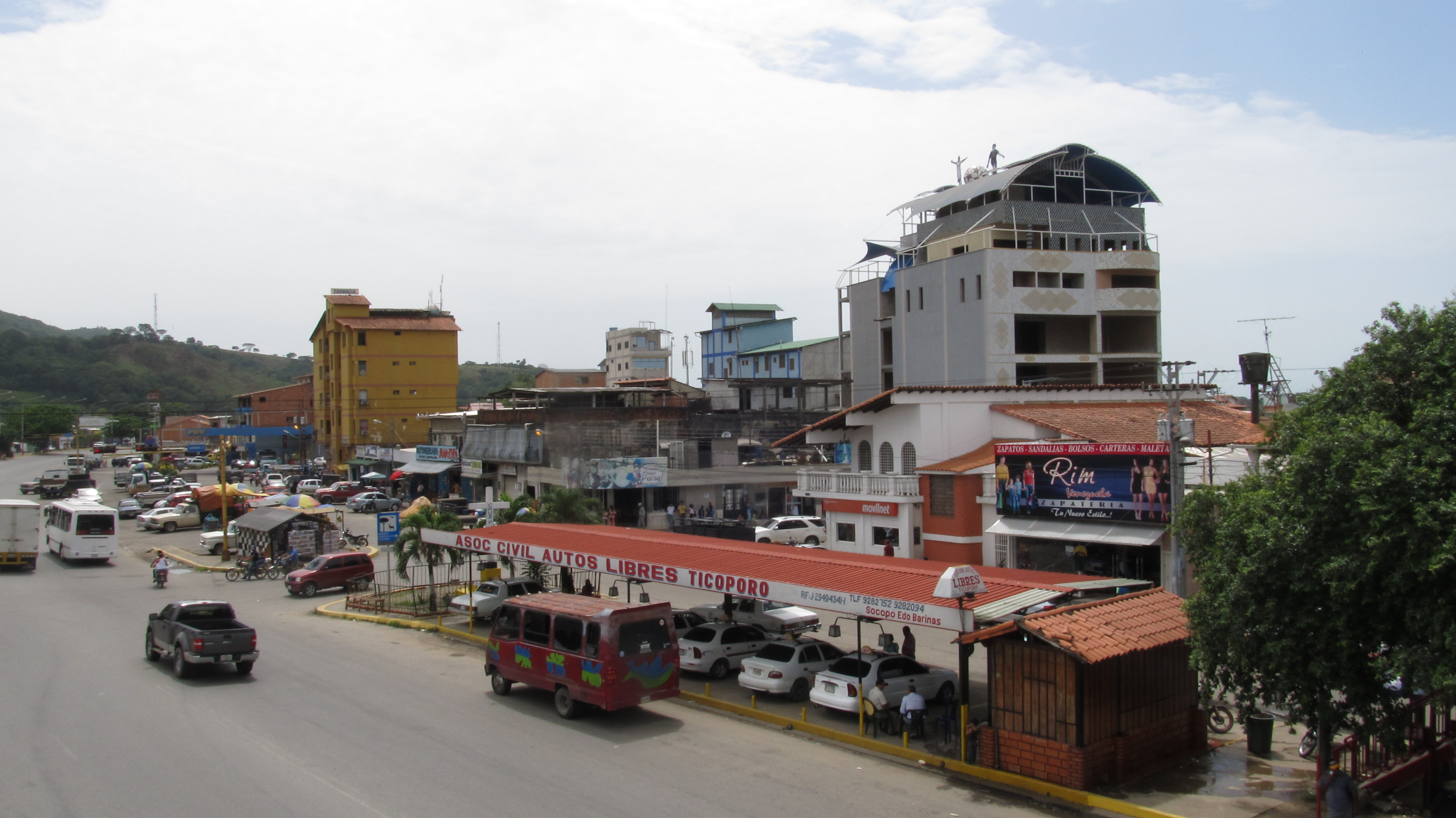
Vista de Socopó, la segunda ciudad más importante en el estado Barinas.

## Turismo

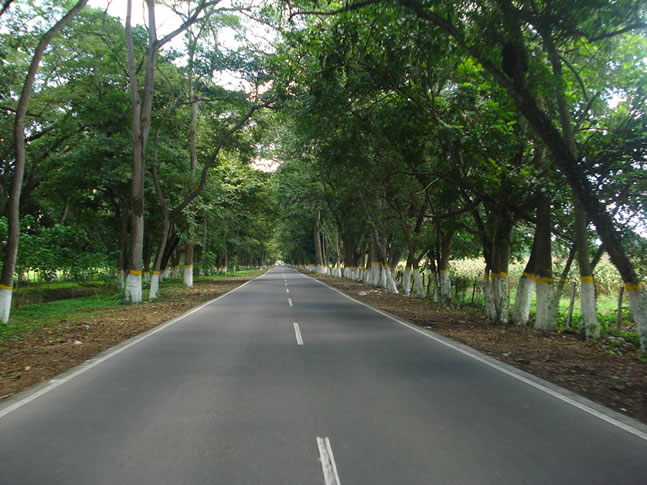
Túnel Natural, Municipio Obispos

Barinas tiene un contraste entre paisajes de montañas, llanuras, ríos y quebradas, ofrece al turista una variedad de opciones, desde contemplar raras especies en su hábitat, hasta disfrutar de sus espectaculares parques y balnearios naturales.
Desde la ciudad de Barinas hacia el estado Mérida pasando por el municipio Bolívar, que abarca las poblaciones de Barinitas, Altamira de Cáceres y Calderas, de clima agradable, característico del bosque tropical húmedo.
Barinitas, capital del municipio cuenta con el Parque Moromoy donde se hace camping, el Balneario La Barinesa con instalaciones recreativas y hacia la parte sureste el Sector El Cacao, en el que se practica el ciclismo de montaña. Se encuentra además el bulevar de la plaza Bolívar y la iglesia de San Pedro. El trayecto que conduce a Altamira de Cáceres, se utiliza para la observación de aves por la diversidad de especies, en especial el Gallito de las Rocas.
Altamira de Cáceres es el primer asiento (1577) de lo que hoy es la ciudad de Barinas. Aún conserva su arquitectura colonial, con sus casas de techos rojos históricos.
La plaza de Bolívar fue convertida en un bulevar y en sus alrededores se halla la iglesia, la Casa de la Cultura Alfredo Arvelo Larriva, posadas, restaurantes, bodegas, panaderías, tiendas de dulces criollos y de artesanía local.
A una distancia de 20 minutos siguiendo esta ruta de montaña hacia la población de Calderas (fundada 1628), se encuentra el trapiche "Los Castillos", cerca del caserío "La Bellaca", en donde se realiza el proceso artesanal de la elaboración de la panela, producido por los lugareños desde épocas pasadas.
Al llegar Calderas se puede visitar lugares naturales con instalaciones recreativas, como el balneario "La Piedra del Patio", a orillas del Río Azul o Calderas. Se puede visitar la casa de la cultura Avelino Moreno y el "Centro de Enseñanza para el Desarrollo Rural" (CENDER).
La ruta que parte desde la ciudad de Barinas hacia el Estado Portuguesa, resaltando en este trayecto dos importantes embalses, como el Manuel Palacio Fajardo (Masparro) ubicado a 15 minutos del poblado de Barrancas y Juan Antonio Rodríguez Domínguez (Boconó - Tucupido) localizado en el límite con el Estado Portuguesa, en el que se realizan paseos en lancha, Kayak y Jet Ski, observación de aves, y pesca deportiva controlada. En la población de "Obispos" (fundada en 1713) predominan los cultivos de musáseas, maíz, algodón, sorgo, productos forestales, además de la ganadería y la explotación petrolera.
Su templo colonial de San Nicolás de Bari fue construido en el siglo XVIII) y también existen expresiones populares como el joropo, corrío, coplas, tonadas, toros coleados y fiestas patronales.
Por la vía que conduce la troncal 5, desde Puente Páez, vía Sabaneta, se encuentran las poblaciones Mijagual, Santa Rosa, Libertad, Dolores, Ciudad de Nutrias y finalmente Puerto de Nutrias, límite con el Estado Apure. Se pueden observar sembradíos a gran escala en los rubros de oleaginosa, cereales, caña de azúcar, tomate, yuca y frutales, así como también es zona ganadera.
En Sabaneta resalta en el aspecto cultural Los Diablos Danzantes de San Hipólito y en lo musical están las celebraciones del Festival de la Bandola en la población de Dolores (Mes de diciembre), El Festival de la Libertad y La Paz (Mes de enero) y la elaboración de instrumentos musicales típicos en la población de Libertad.
A 35 kilómetros de Barinas vía Torunos se llega a la población El Real. En el mes de enero y en varias épocas del año los habitantes de esta zona y peregrinos de varias partes de mundo veneran la imagen de Nuestra Señora del Rosario del Real, aparecida a mediados del siglo XVII.
Al pasar el Puente sobre el Río Pagüey se encuentra el poblado San Silvestre que en el mes de diciembre celebran sus fiestas patronales en honor de san Silvestre en donde los toros coleados constituye uno de los espectáculos más turístico del pueblo.
Otro sitio de interés es el parque nacional Sierra Nevada situado entre el estado Mérida y Barinas. Es un ecosistema protegido que posee bosques, páramos, matorrales xerófilos y las máximas alturas del país, como el pico Bolívar con 5007 metros sobre el nivel del mar, los picos Humboldt 4920 m s. n. m. y Bompland 4942 m s. n. m., la Concha 4920 m s. n. m., El Toro 4755 m s. n. m. y El León 4740 m s. n. m.
El balneario municipal y el balneario Río Boconó ubicados a orillas del río Cipe, en el municipio Obispos y en el municipio Alberto Arvelo Torrealba, respectivamente, son balneario naturales rodeados de frondosos árboles.
Por los alrededores de Peña Viva se encuentra una vasta red de petroglifos precolombinos que constituye el muestrario más rico y completo conocido actualmente en Venezuela.
Barinas tiene un jardín botánico ubicado dentro de la Universidad Nacional Experimental de Los Llanos Ezequiel Zamora.

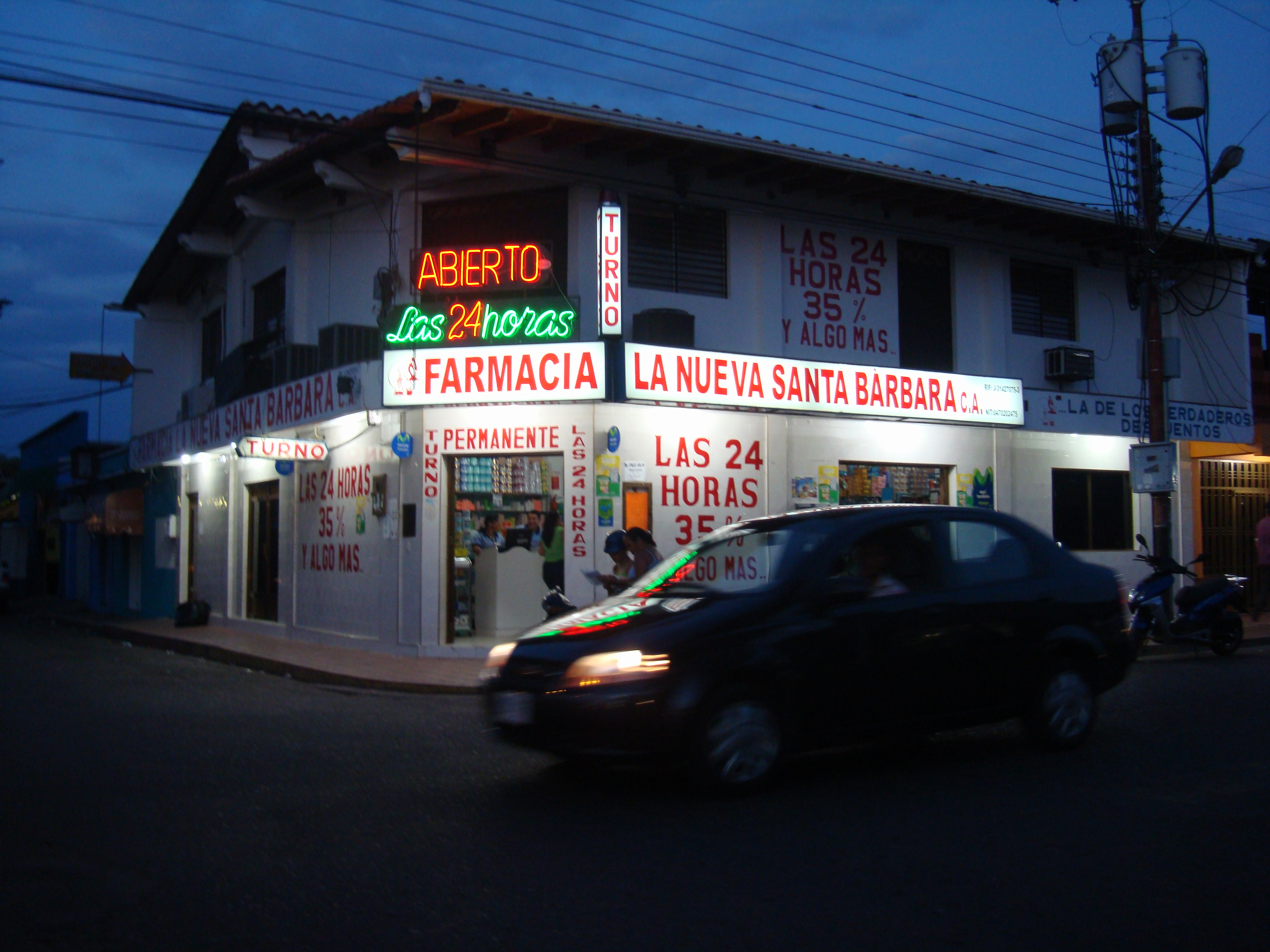
Calle 10 Santa Bárbara

### Patrimonios naturales

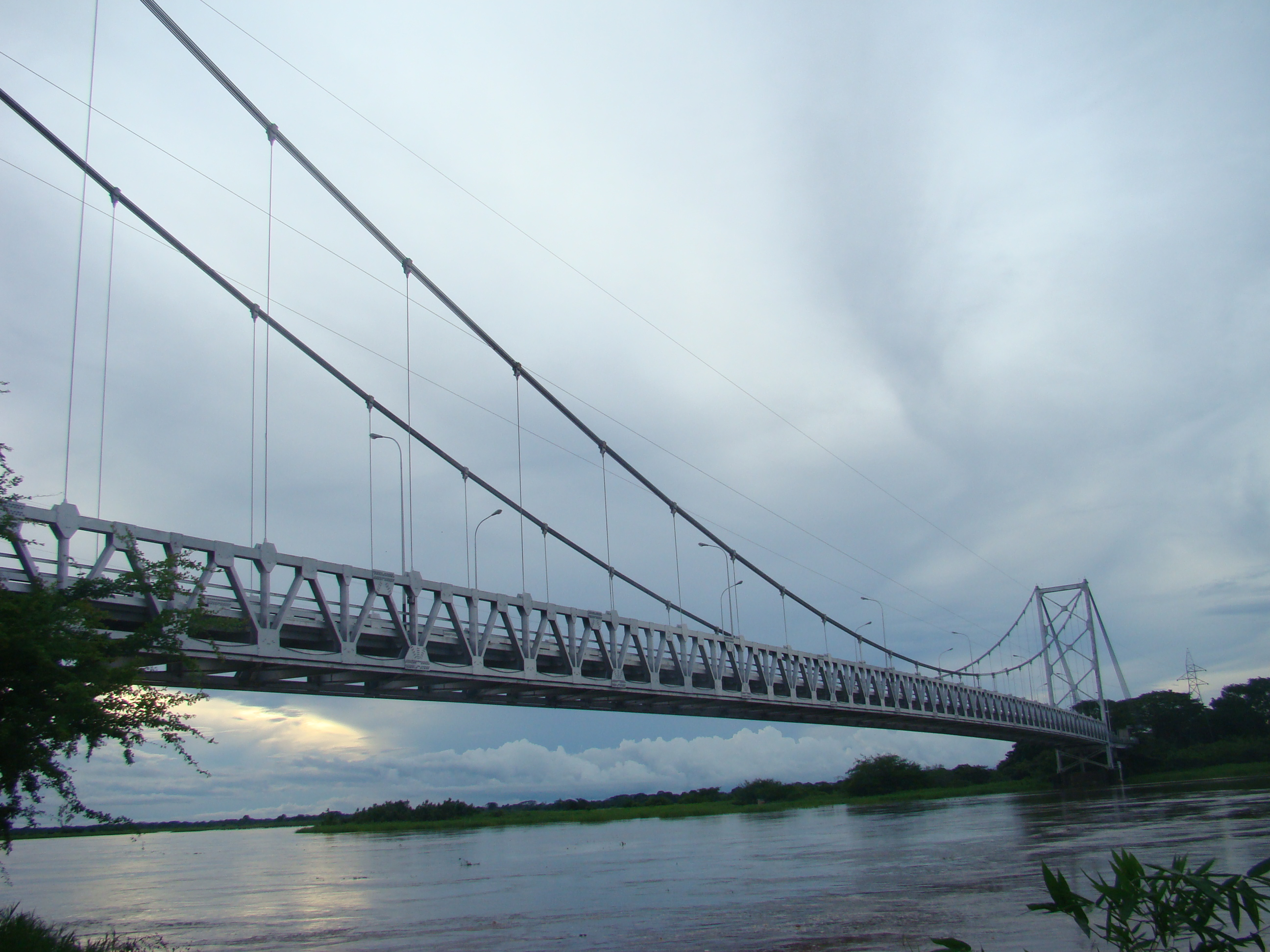
Puente De Bruzual

- Balneario municipal
- Balneario Río Boconó.
- CanaguaPuente De Bruzual
- Cerro el Gobernador
- Cueva los Diablos
- Cueva los Corredores
- Jardín botánico de la Unellez
- La Acequia
- La Piedra del Patio
- La Yuca Parque

### Patrimonios culturales
- Casa de la Cultura
- Casa del Poeta Lazo Martí
- Centro Cultural Alfredo Arvelo Larriva
- Complejo Turístico Virgen del Real
- El Calvario Embalse Manuel
- Iglesia Barroca San Nicolás de Bari de Obispos
- Iglesia Inmaculada Concepción
- Museo Alberto Arvelo Torrealba
- Palacio El Marqués
- Taller Municipal de Arte Rafael Calvo

## Deportes
El estado Barinas tiene un club de fútbol de primera división, denominado Zamora Fútbol Club, fundado el 2 de febrero de 1977, y el estadio en el que residen es el estadio La Carolina, también es uno de los estadios usados para la Copa América 2007, celebrada en Venezuela.
Así mismo, en el 2007, Barinas fue sede del partido de vuelta de la Copa Nissan Sudamericana entre el Zamora FC y el Olmedo de Ecuador que ganó el equipo visitante 2 goles por 1, Siendo este el primer partido internacional del Zamora FC. Posteriormente fue sede de tres encuentros de Copa Sudamericana y tres ediciones de la Copa Libertadores
En el 2011 el Zamora Fútbol Club se proclamó campeón del Campeonato Clausura y subcampeón de Venezuela. Y para la mitad del año 2013 se levanta con el Campeonato Clausura por segunda ocasión, y quedando como campeón del Torneo de Fútbol Profesional Venezolano ante el Deportivo Anzoategui.
En el 2013 el Zamora Fútbol Club consiguió su primer campeonato absoluto, tas proclamarse campeones del Torneo Clausura 2013, en mayo de 2014 consiguió su Bicampeonato absoluto vs Mineros de Guayana, y en diciembre de 2016 consiguió su tercera estrella (campeonato absoluto) en 5 años tras coronarse campeón en el Torneo Apertura vs Deportivo Anzoátegui y ganar la Final Absoluta vs Zulia FC.
También se creó en 2011 el Varyna Sport Voleibol Club de la liga nacional de voleibol profesional en Venezuela.
En Béisbol se establece el Equipo Petroleros de Barinas que juega la Liga paralela nacional venezolana, donde se ha proclamado Campeón en dos ocasiones.

## Transporte
La red vial del estado es el principal medio de comunicación tanto internamente como con el resto del país. Esta vía tiene 7.094,5 kilómetros de carreteras troncales de las cuales solamente 15% están asfaltadas, por lo que es recomendable viajar en vehículos todo terreno. La troncal 5 es el eje vial más importante y comunica a Barinas con los estados Portuguesa y Táchira y Apure.
La ciudad de Barinas, cuenta con el aeropuerto Luisa Cáceres de Arismendi, ubicado en la avenida de Agustín Codazzi.
La ciudad tiene también un terminal de pasajeros.